# Tulsa, Oklahoma
Tulsa (cu pronunția AFI: /ˈtʌl.sə/) este al doilea oraș ca mărime din statul Oklahoma, SUA, respectiv cel de-al 47-lea dintre orașele Statelor Unite după numărul de locuitori. Cu o populație estimată în 2009 de 389.625 de locuitori , este principalul municipiu din „Zona Statistică Metropolitană Tulsa”, o regiune metropolitană intens populată, având peste 961.561 de locuitori . Conform unei estimări din același an 2009, „Zona Statistică Combinată Tulsa - Bartlesville” avea o populație de 979.721 de rezidenți .
Orașul îndeplinește funcția administrativă de centru administrativ al comitatului omonim, Tulsa, comitatul cel mai dens populat din Oklahoma , extinzându-se teritorial în comitatele adiacente Osage, Rogers și Wagoner, respectiv ca zonă metropolitană și în alte trei comitate, Creek, Okmulgee și Pawnee .
Orașul Tulsa a fost fondat în jurul anului 1830 de către grupul Lachapoka, parte a tribului de locuitori nativi nord-americani (sau amerindieni) Creek. În 1921 a fost locul infamei Revolte Rasiale din Tulsa, unul dintre cele mai mari și mai distructive acte de violență rasială din istoria Statelor Unite . În cea mai mare parte a secolului al XX-lea a deținut supranumele de Oil Capital of the World („Capitala petroliferă a lumii”), întrucât a jucat un rol major ca unul dintre cele mai importante centre ale industriei de extracție și rafinare a țițeiului american .
Tulsa, alături de alte câteva orașe americane, pretinde a fi locul de naștere al foarte cunoscutei Route 66, un drum național istoric important (care în ziua de azi constă dintr-o alternare de autostrăzi interstatale și drumuri statale de mare viteză) care traversează teritoriul Statelor Unite de la nord-est la sud-vest. De asemenea, orașul Tulsa este adesea apreciat pentru muzica lui specifică numită western swing .
Cândva puternic dependent de industria petrolieră, orașul a trecut printr-o lungă perioadă de scădere treptată a activității economice bazate pe țiței. Ulterior orașul și-a axat revitalizarea și progresul economic pe diversificarea economică, ducând la dezvoltarea unei baze economice puternice în sectoarele energetic, aviatic, financiar și aeronautic, precum și la progresul semnificativ în telecomunicații și tehnologie .
Portul Tulsa Port of Chatoosa, situat la capătul Sistemului McClellan-Kerr de Navigație Fluvială Arkansas, este portul fluvial cel mai depărtat de ocean din Statele Unite, cu ieșire la căile de navigație internaționale . Două instituții de învățământ superior din Tulsa, Oral Roberts University și University of Tulsa, activează la nivelul Diviziei I în National Collegiate Athletic Association (NCAA), puternică asociație care inițiază și organizează programe și competiții atletice pe teritoriul Statelor Unite și al Canadei.
Situat în zona cunoscutei Tornado Alley (”Aleea tornadelor”), orașul resimte frecvent fenomene meteorologice extreme, întrucât se află atât pe cursul fluviului Arkansas, cât și pe colinele munților Ozark din nord-estul statului Oklahoma, o regiune cunoscută drept Green Country („Țara Verde”). Considerat centrul culturii și artelor din statul Oklahoma. Tulsa găzduiește două muzee de renume mondial, o operă (formată din profesioniști cu normă întreagă) și corpuri de balet, precum și una din cele mai mari concentrații la nivel național de clădiri și structuri realizate în stilul arhitectural Art Deco . Orașul e cunoscut și ca unul dintre orașele americane cele mai propice locuirii, conform Partners for Livable Communities , revistei Forbes  și site-ului web RelocateAmerica.

## Istorie

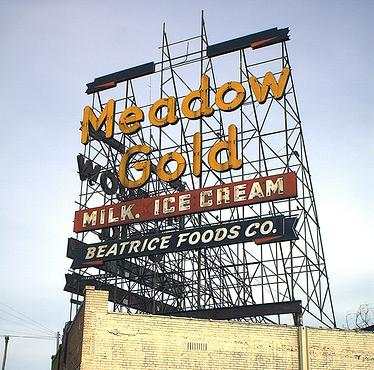
Reclama "Meadow Gold" întâmpină de decenii călătorii care tranzitează Tulsa pe Ruta 66

Ceea ce avea să devină Tulsa de astăzi a fost inițial parte a Teritoriului Indian și a fost fondat de grupul a fost selectat Lochapoka al tribului indigen Creek în 1836. Ei și-au stabilit un habitat sub un stejar impresionant, în prezent intersecția strazilor Cheyenne Avenue și 18th Street, și au numit noua așezare „Tallasi” tradus prin „oraș vechi” din limba indienilor Creek, ulterior derivând în „Tulsa”. La 18 ianuarie 1898, Tulsa a fost oficial încorporat alegându-și primul primar din istoria orașului, Edward Calkins.
În 1901, Tulsa era un mic oraș din apropierea cursului fluviului Arkansas. Prima sondă de petrol a orașului, denumită Sue Bland No.1, a fost dată în exploatare în același an iar descoperirea unui zăcământ uriaș în apropiere (astăzi orașul Glenpool) a dus la o afluență a antreprenorilor în zonă, mărind numărul câmpurilor de petrol; populația a crescut la peste 140.000 între 1901 și 1930. Cunoscut drept „Capitala petrolieră a lumii” în cea mai mare parte a secolului al XX-lea, Tulsa a înflorit rapid iar succesul în industria energetică a dus implicit la dezvoltarea construcțiilor în stilul Art Deco, foarte popular la acea vreme. Profitul din industria petrolieră a continuat și pe timpul Marii Depresiuni, ajutând economia orașului să reziste mai bine decât cea mai mare parte a Statelor Unite, pe parcursul anilor '30.
La începutul secolului al XX-lea, Tulsa a fost căminul pentru „Black Wall Street”, una dintre cele mai prospere comunități afroamericane din Statele Unite la acel moment, situată în districtul Greenwood. Aici a avut loc Revolta Rasială Tulsa, unul dintre cele mai sângeroase acte de violență rasială și turburări civile. Cele 16 ore de violențe (31 mai–1 iunie 1921) s-au încheiat cu spitalizarea a peste 800 de persoane, cu un număr estimat de 10.000 de persoane rămase fără adăpost, 35 de blocuri (1.256 de reședințe) au fost distruse de foc iar suma pagubelor se ridica la 1,8 milioane de dolari. 23 de persoane de culoare și 16 cetățeni albi au fost raportați ca fiind uciși în urma conflictelor dar estimările sugerează nu mai puțin de 300 de victime, majoritatea cetățeni de culoare.

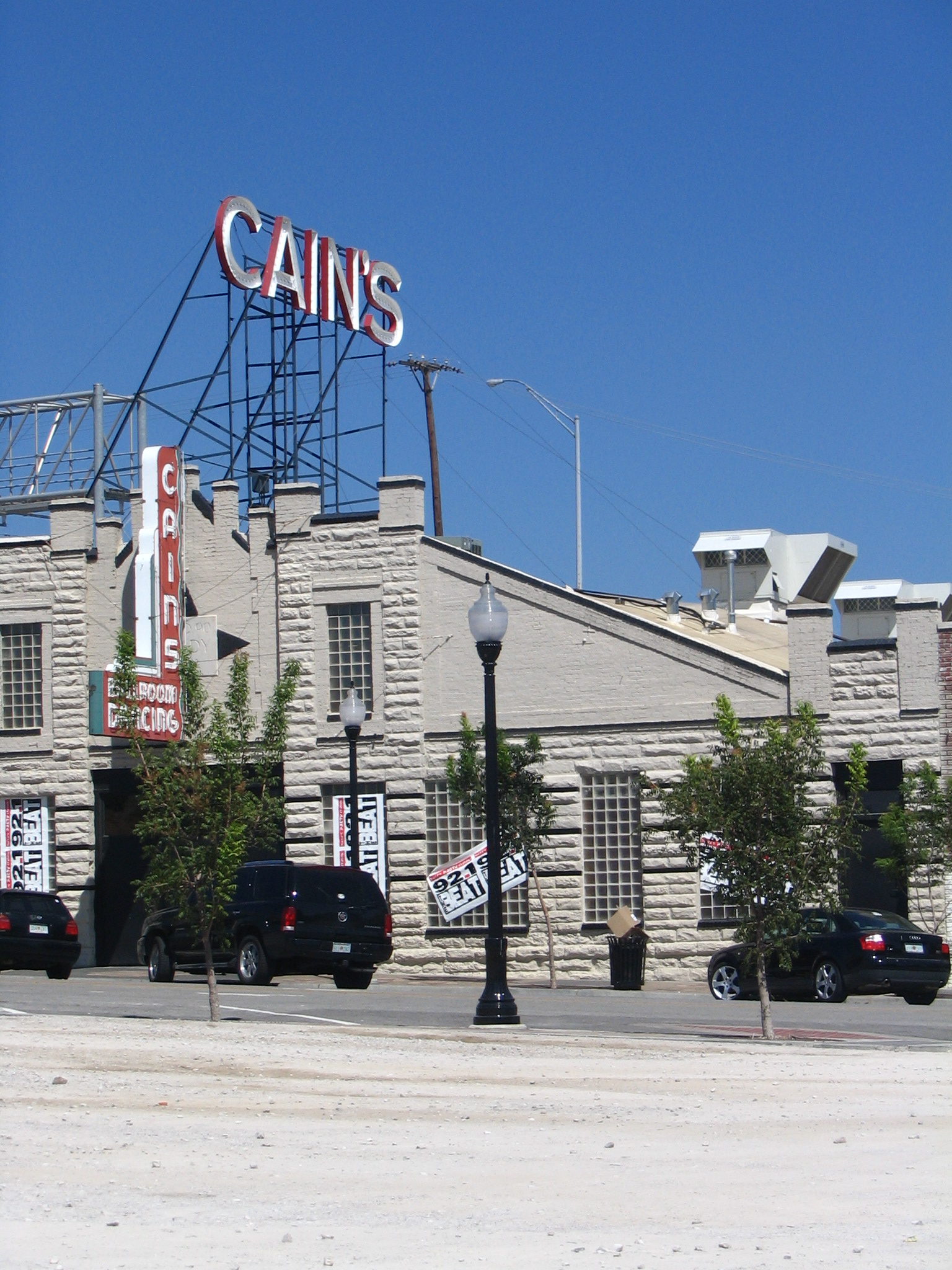
Cain's Ballroom avea să devină cunoscută drept "Carnegie Hall a muzicii Western Swing"

În 1925, omul de afaceri din Tulsa Cyrus Avery, cunoscut drept „Părintele Rutei 66”, a început campania de promovare a proiectului de construcție a unui drum care să se lege Chicago de California, prin înființarea U.S. Highway Association în Tulsa. Odată finalizată, autostrada a jucat un rol important în dezvoltarea orașului, acesta fiind un loc popular de popas, odihnă sau realimentare pentru călătorii în tranzit, întâmpinați de reclame generoase aflate pe Ruta 66, la intrarea spre Tulsa. Tot în această perioadă, Bob Wills și grupul său The Texas Playboys au început să țină reprezentații regulate la o mică sală de bal din centrul comercial al orașului. În 1935 această sală, Cain's Ballroom, devenea sediul trupei creditate ca fiind creatoarea muzicii Western Swing. Locul a continuat de-a lungul istoriei sale să atragă muzicieni faimoși și este funcțional și în prezent. La mijlocul secolului al XX-lea, a fost întocmit un plan arhitectural pentru construcția de parcuri, biserici, muzee, grădini, îmbunătățirea infrastructurii, lucru ce a promovat orașul la nivel național. Barajul Spavinaw, ridicat pentru a se ajusta necesarul de apă al orașului, a fost considerat unul dintre cele mai mari proiecte publice ale secolului. În anii '50, revista Time a denumit Tulsa „America's Most Beautiful City” (Cel mai frumos oraș al Americii).
Recesiunea la nivel național a afectat puternic economia orașului în 1982; Texas și Oklahoma fiind dependente de industria petrolieră, ele au fost martorele crizei din anii '70-'80, a căderii libere a prețului gazului și ale exodului masiv al industriei petroliere. Tulsa a fost grav afectat de scăderea prețului la produsele petroliere, recuperarea economică a orașului realizându-se complet până în 1992 datorită eforturilor de extindere a activităților economice în sectoare deloc sau prea puțin legate de industria petrolieră și energetică.
În 2003, a fost aprobat de către electorat programul „Vision 2025” al cărui scop era stimularea și revitalizarea turismului, precum și dezvoltarea infrastructurii orașului Tulsa. Cheia de boltă a proiectului este BOK Center (Bank of Oklahoma), o arenă acoperită menită a servi drept gazdă pentru liga inferioară de hochei a orașului și stadion pentru echipele de fotbal american, dar și altor evenimente indoor: concerte, convenții, conferințe, turnee sportive, etc. Multifuncționala arenă, construită între 2005 - august 2008, a fost proiectată de arhitectul César Pelli, și a costat 196 milioane de dolari.

## Legislație și forme de guvernământ

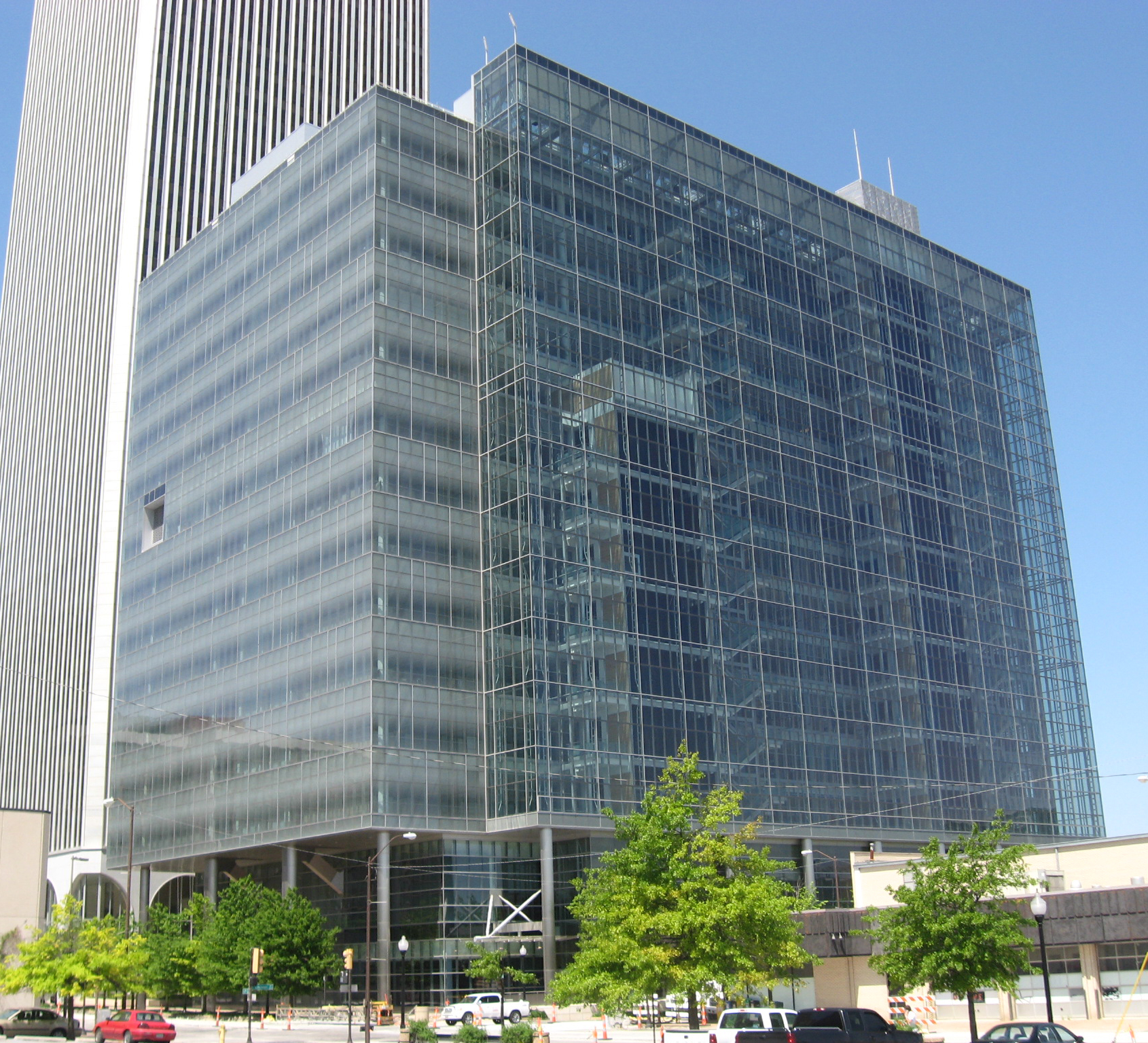
Primăria din Tulsa servește drept sediu pentru majoritatea funcțiilor de conducere orășenești

Un consiliu administrativ aflat sub autoritatea primarului este forma de conducere a orașului încă din 1898 când a înlocuit o altă formă de administrare, comisia orășenească (un corp administrativ local format din 5-7 delegați aleși prin votul electoratului îndeplinind fiecare o funcție specifică iar primarul având un rol mai mult onorific). Această comisie orășenească s-a dovedit risipitoare și ineficientă. Încă de la schimbare, primarilor orașului Tulsa le-au fost acordate puteri sporite, în conformitate cu sistemul primarilor autoritari, unul dintre cele mai comune moduri de conducere a orașelor americane. Pentru alegerea primarului este folosit sistemul de vot majoritar într-un singur tur (nu este necesară atingerea majorității absolute) iar acesta servește în funcție pentru o perioadă de patru ani. În prezent, primarul orașului Tulsa este reprezentantul Partidului Republican Dewey F. Bartlett Jr., câștigător al alegerilor din 2009. Un alt personaj politic marcant al orașului Tulsa este Jim Inhofe, care în 2010 reprezintă Oklahoma în Senatul Statelor Unite ale Americii și care a fost primarul Tulsei la începutul carierei sale politice.
Consilierii orașului Tulsa sunt aleși uninominal, în districtele din care provin, de către electoratul respectiv pe baza sistemului de vot majoritar într-un singur tur, câte unul pentru fiecare din cele nouă districte din care este alcătuit orașul. Ei sunt aleși o dată la doi ani pentru mandate de doi ani. Roscoe Turner din Districtul Trei este în prezent președintele consiliului iar vicepreședinte este John Eagleton din Districtul Șapte. Consiliul acționează ca un corp legislativ, poate adopta legi la nivel local, poate aproba bugetul orașului și are rol administrativ și managerial. În conformitate cu sistemul de consiliu al primăriei, acesta își coordonează cu biroul primarului eforturile de conducere a orașului. O a treia componentă a formulei de conducere, alături de primar și consiliul său, este auditorul orașului. El este ales independent de consiliu și primar (pentru a se asigura că acționează într-o manieră obiectivă) pentru o perioadă de doi ani. Phil Wood, reprezentantul Partidului Democrat a deținut această funcție timp de 21 de ani, înainte de a fi învins de republicanul Preston Doerflinger la alegerile din 2009. Orașul Tulsa servește drept centru administrativ de conducere pentru Comitatul Tulsa.
Efectivul Departamentului de Poliție Tulsa număra 770 de agenți la nivelul anului 2006. În 2004, rata infracționalității era de 28.827, 4.471 la 100.000 de locuitori — aproximativ de 1,5 ori media la nivel național.
Tulsa depășește media națională la toate capitolele infracționalității: crime, atacuri, violuri, jafuri, furturi de mașini sau spargeri de locuințe.

### Orașe înfrățite
În concordanță cu Tulsa Global Alliance, care operează în conjuncție cu Sister Cities International, rețea diplomatică nonprofit înființată sub președinția lui Dwight Eisenhower în 1956, Tulsa este înfrățit cu nouă orașe în încercarea de a promova înțelegerea inter-culturală:
- Beihai, China
- Celle, Germania[37]
- Amiens, Franța
- San Luis Potosi, Mexic
- Tiberias, Israel
- Utsunomiya, Japonia
- Zelenograd, Rusia
- Kaohsiung, Taiwan
- Ploiești, România

## Geografie

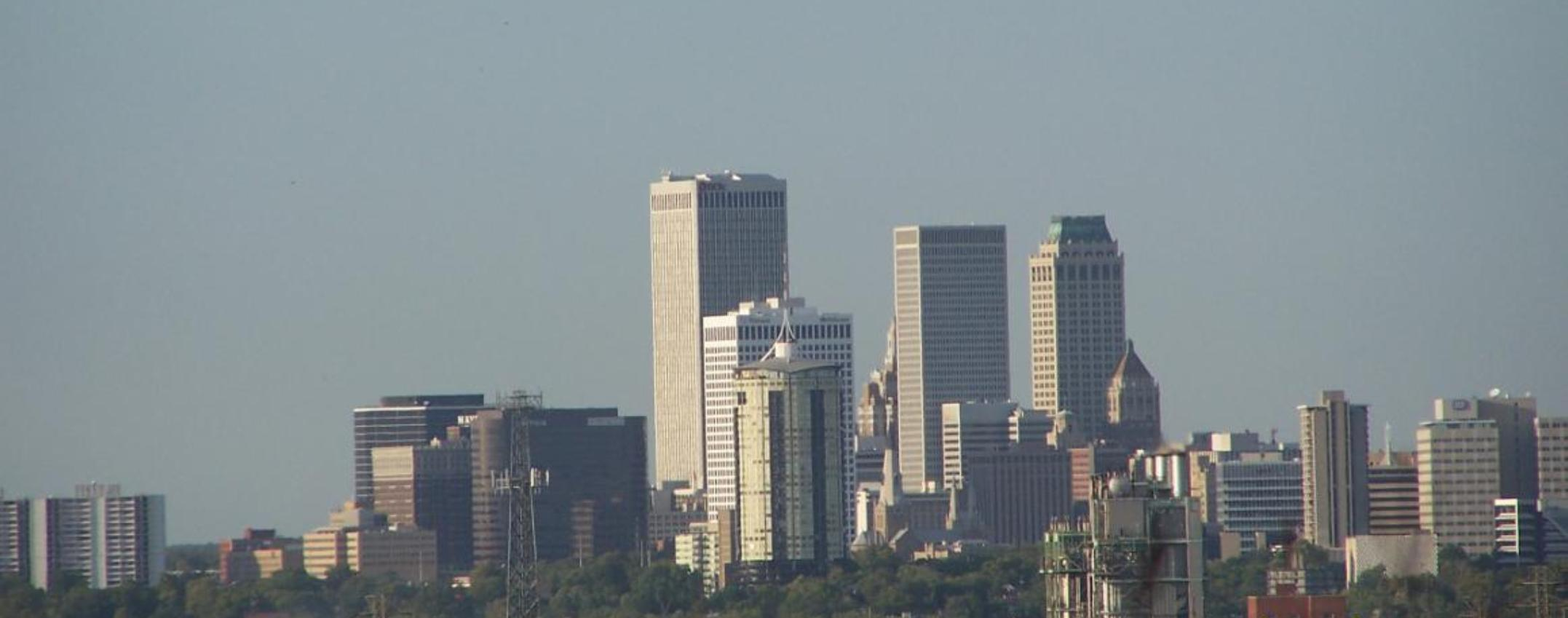
Imagine de ansamblu a orașului Tulsa văzut de pe Muntele Turkey

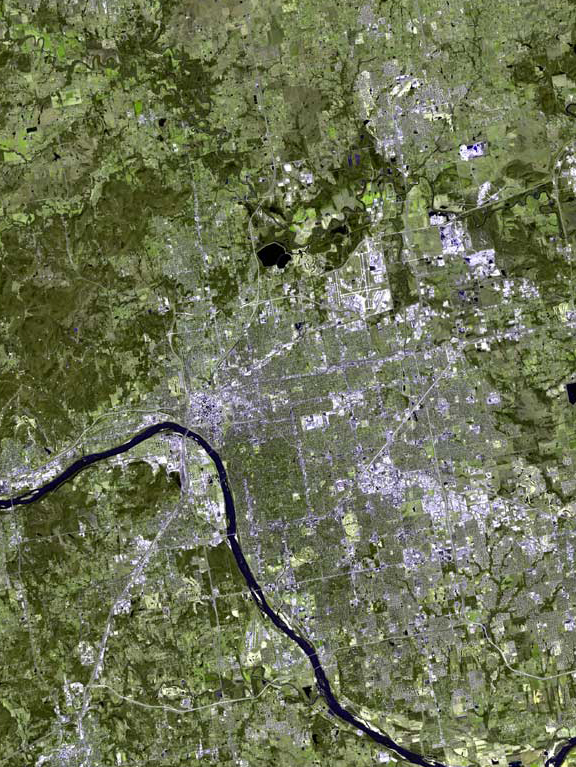
Asa cum se vede din spațiu, mare parte a orașului Tulsa se întinde la est de fluviul Arkansas

Tulsa este situat în colțul nord-estic al statului Oklahoma, la 159 km nord-est de Oklahoma City; se află între marginea Great Plains (o zonă întinsă de câmpie-prerie) și poalele munților Ozark, o regiune deluroasă în general împădurită. Orașul atinge porțiunea estică a Cross Timbers, o ecoregiune formată din prerie și păduri, ce face tranziția între câmpiile uscate din vest și pădurile cu vreme umedă din est. Cu un climat mai umed decât punctele din vest, Tulsa reprezintă poarta către „Green Country” („Țara Verde”), denumirea populară dar și oficială a părții nord-estice a statului Oklahoma, datorată vegetației abundente și a numărului relativ ridicat de dealuri și lacuri comparativ cu restul statului. Este cea mai diversificată regiune din punct de vedere topografic, conținând șapte din cele nouă ecoregiuni ale statului și mai mult de jumătate din numărul total de parcuri, cuprinzând 30 de lacuri naturale sau lacuri de acumulare. Se învecinează cu statele Missouri, Kansas și Arkansas iar coordonatele geografice ale orașului Tulsa sunt 36°7′53″N 95°56′14″V (36.131294, -95.937332).

### Hidrografie și relief
Tulsa este străbătut de fluviul Arkansas, care curge printr-un canal larg, cu fundul nisipos. Creșterea sa este ajustată de rezervoare de control al inundațiilor situate în amonte, dar lățimea și adâncimea fluviului pot varia drastic de-a lungul anului, în special pe timpul perioadelor cu precipitații ridicate sau secetă severă. Cu toate acestea, un baraj limitează acțiunea fluviului în zona limitrofă a orașului, porțiune cunoscută sub denumirea de Zink Lake. Puternic împădurit și cu o abundență de regiuni cu apă, orașul mai deține și câteva dealuri proeminente (Shadow Mountain sau Turkey Mountain), un relief variat în special în porțiunea sudică, în vreme ce secțiunile centrale și nordice sunt în general plate sau ușor ondulate.
Extensia către dealurile comitatului Osage aduce varietate peisajului. Vârful Holmes este cel mai înalt punct pe o rază de cinci comitate cu înalțimea sa de 314 m.
Conform datelor furnizate de United States Census Bureau, orașul Tulsa se întinde pe o suprafață totală de 483,8 km² din care pământ 473,1 km² iar apă 10,9 km² (2,24%).

### Clima
Tulsa este situat în Tornado Alley (denumire colocvială pentru regiunea din Statele Unite străbătută frecvent de tornade). Are o climă temperată de tip subtropical cu o temperatură medie anuală de 16 °C și o medie a precipitațiilor de 1080 mm. Specific unei zone temperate, condițiile meteorologice variază în funcție de sezon, cu extreme ocazionale de temperatură și precipitații.

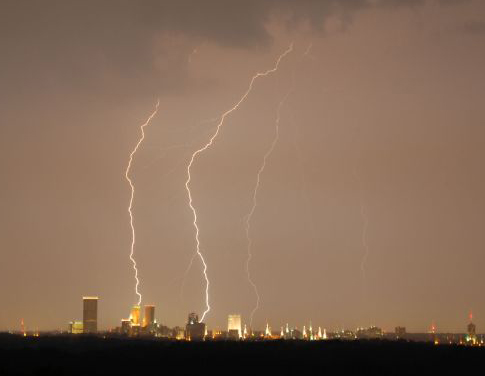
Fulgerele abătute asupra centrului orașului sunt o experiență obișnuită în lunile de primăvară

În lunile de primăvară și în primele luni de vară, orașul este supus unor furtuni puternice cu grindină, vânturi distrugătoare și, ocazional, tornade, ceea ce conferă o dispunere neuniformă a precipitațiilor.
Vremea extremă nu este limitată la aceste anotimpuri; pe 5 decembrie 1975 și 24 decembrie 1982, de exemplu, Tulsa a fost lovit de tornade. În urma acestor evenimente, orașul a dezvoltat unul dintre cele mai extinse sisteme de control al inundațiilor din țară. Acest program cuprinzător de management al inundațiilor a fost elaborat în 1984 în urma inundațiilor provocate de un front atmosferic ce a dus la căderea a 380 mm de apă peste noapte, cauzând decesul a 14 persoane, rănirea a 288 și totalizând pagube de 180 milioane de dolari. La începutul anilor '90 și din nou în 2000, Agenția Federală pentru Managementul Situațiilor de Urgență (Federal Emergency Management Agency) a onorat Tulsa ca lider național în gestionarea inundațiilor.
Temperaturi de 41 °C și chiar mai ridicate se întâlnesc uneori între iulie și începutul lunii septembrie, de obicei însoțite de umiditate ridicată adusă de vânturile sudice. Lipsa de circulație a aerului cauzată de căldura și umiditatea din timpul lunilor de vară duce la concentrații mai mari de ozon, determinând autoritățile să lanseze „alerte de ozon” și să încurajeze părțile implicate să iși îndeplinească obligațiile în conformitate cu standardele impuse prin Clear Air Act și de United States Environmental Protection Agency. Toamna este de obicei scurtă și constă din zile însorite, plăcute, urmate de nopți reci. Temperaturile de iarnă, în general blânde, experimentează ocazional și extreme sub -18 °C în vreme ce media căderilor de zăpadă este de aproximativ 23 cm.
| Date climatice pentru Tulsa, Oklahoma (Tulsa Int'l), normale 1981–2010, extreme 1893–prezent | Date climatice pentru Tulsa, Oklahoma (Tulsa Int'l), normale 1981–2010, extreme 1893–prezent | Date climatice pentru Tulsa, Oklahoma (Tulsa Int'l), normale 1981–2010, extreme 1893–prezent | Date climatice pentru Tulsa, Oklahoma (Tulsa Int'l), normale 1981–2010, extreme 1893–prezent | Date climatice pentru Tulsa, Oklahoma (Tulsa Int'l), normale 1981–2010, extreme 1893–prezent | Date climatice pentru Tulsa, Oklahoma (Tulsa Int'l), normale 1981–2010, extreme 1893–prezent | Date climatice pentru Tulsa, Oklahoma (Tulsa Int'l), normale 1981–2010, extreme 1893–prezent | Date climatice pentru Tulsa, Oklahoma (Tulsa Int'l), normale 1981–2010, extreme 1893–prezent | Date climatice pentru Tulsa, Oklahoma (Tulsa Int'l), normale 1981–2010, extreme 1893–prezent | Date climatice pentru Tulsa, Oklahoma (Tulsa Int'l), normale 1981–2010, extreme 1893–prezent | Date climatice pentru Tulsa, Oklahoma (Tulsa Int'l), normale 1981–2010, extreme 1893–prezent | Date climatice pentru Tulsa, Oklahoma (Tulsa Int'l), normale 1981–2010, extreme 1893–prezent | Date climatice pentru Tulsa, Oklahoma (Tulsa Int'l), normale 1981–2010, extreme 1893–prezent | Date climatice pentru Tulsa, Oklahoma (Tulsa Int'l), normale 1981–2010, extreme 1893–prezent |
| Luna                                                                                         | Ian                                                                                          | Feb                                                                                          | Mar                                                                                          | Apr                                                                                          | Mai                                                                                          | Iun                                                                                          | Iul                                                                                          | Aug                                                                                          | Sep                                                                                          | Oct                                                                                          | Nov                                                                                          | Dec                                                                                          | Anual                                                                                        |
| -------------------------------------------------------------------------------------------- | -------------------------------------------------------------------------------------------- | -------------------------------------------------------------------------------------------- | -------------------------------------------------------------------------------------------- | -------------------------------------------------------------------------------------------- | -------------------------------------------------------------------------------------------- | -------------------------------------------------------------------------------------------- | -------------------------------------------------------------------------------------------- | -------------------------------------------------------------------------------------------- | -------------------------------------------------------------------------------------------- | -------------------------------------------------------------------------------------------- | -------------------------------------------------------------------------------------------- | -------------------------------------------------------------------------------------------- | -------------------------------------------------------------------------------------------- |
| Maxima istorică °F (°C)                                                                      | 82 (28)                                                                                      | 90 (32)                                                                                      | 99 (37)                                                                                      | 102 (39)                                                                                     | 100 (38)                                                                                     | 108 (42)                                                                                     | 113 (45)                                                                                     | 115 (46)                                                                                     | 109 (43)                                                                                     | 98 (37)                                                                                      | 89 (32)                                                                                      | 80 (27)                                                                                      | 115 (46)                                                                                     |
| Maxima medie °F (°C)                                                                         | 48.0 (8,9)                                                                                   | 53.2 (11,8)                                                                                  | 62.4 (16,9)                                                                                  | 71.8 (22,1)                                                                                  | 79.4 (26,3)                                                                                  | 87.5 (30,8)                                                                                  | 93.1 (33,9)                                                                                  | 93.1 (33,9)                                                                                  | 83.9 (28,8)                                                                                  | 73.0 (22,8)                                                                                  | 60.9 (16,1)                                                                                  | 49.3 (9,6)                                                                                   | 71,4 (21,9)                                                                                  |
| Minima medie °F (°C)                                                                         | 27.5 (−2.5)                                                                                  | 31.3 (−0.4)                                                                                  | 40.1 (4,5)                                                                                   | 49.3 (9,6)                                                                                   | 59.1 (15,1)                                                                                  | 67.7 (19,8)                                                                                  | 72.7 (22,6)                                                                                  | 71.3 (21,8)                                                                                  | 62.1 (16,7)                                                                                  | 50.6 (10,3)                                                                                  | 39.6 (4,2)                                                                                   | 29.6 (−1.3)                                                                                  | 50,2 (10,1)                                                                                  |
| Minima istorică °F (°C)                                                                      | −16 (−27)                                                                                    | −15 (−26)                                                                                    | −3 (−19)                                                                                     | 22 (−6)                                                                                      | 32 (0)                                                                                       | 49 (9)                                                                                       | 51 (11)                                                                                      | 48 (9)                                                                                       | 35 (2)                                                                                       | 15 (−9)                                                                                      | 10 (−12)                                                                                     | −8 (−22)                                                                                     | −16 (−27)                                                                                    |
| Precipitații inches (mm)                                                                     | 1.66 (42.2)                                                                                  | 1.85 (47)                                                                                    | 3.29 (83.6)                                                                                  | 3.79 (96.3)                                                                                  | 5.91 (150.1)                                                                                 | 4.72 (119.9)                                                                                 | 3.36 (85.3)                                                                                  | 2.90 (73.7)                                                                                  | 4.26 (108.2)                                                                                 | 3.93 (99.8)                                                                                  | 2.81 (71.4)                                                                                  | 2.49 (63.2)                                                                                  | 40,97 (1.040,6)                                                                              |
| Zăpadă inches (cm)                                                                           | 2.7 (6.9)                                                                                    | 1.8 (4.6)                                                                                    | 2.1 (5.3)                                                                                    | trace                                                                                        | 0 (0)                                                                                        | 0 (0)                                                                                        | 0 (0)                                                                                        | 0 (0)                                                                                        | 0 (0)                                                                                        | trace                                                                                        | 0.7 (1.8)                                                                                    | 2.3 (5.8)                                                                                    | 9,6 (24,4)                                                                                   |
| Umiditate [%]                                                                                | 66.7                                                                                         | 65.2                                                                                         | 61.6                                                                                         | 61.2                                                                                         | 69.1                                                                                         | 69.3                                                                                         | 63.6                                                                                         | 64.5                                                                                         | 70.1                                                                                         | 66.4                                                                                         | 67.4                                                                                         | 68.5                                                                                         | 66,1                                                                                         |
| Nr. de zile cu precipitații (≥ 0.01 in)                                                      | 6.1                                                                                          | 6.6                                                                                          | 8.7                                                                                          | 8.5                                                                                          | 10.5                                                                                         | 9.8                                                                                          | 6.4                                                                                          | 6.6                                                                                          | 8.0                                                                                          | 7.9                                                                                          | 6.8                                                                                          | 7.0                                                                                          | 92,9                                                                                         |
| Nr. mediu de zile cu ninsoare (≥ 0.1 in)                                                     | 1.9                                                                                          | 1.3                                                                                          | 0.6                                                                                          | 0                                                                                            | 0                                                                                            | 0                                                                                            | 0                                                                                            | 0                                                                                            | 0                                                                                            | 0                                                                                            | 0.2                                                                                          | 1.6                                                                                          | 5,6                                                                                          |
| Ore însorite                                                                                 | 175.8                                                                                        | 171.7                                                                                        | 219.6                                                                                        | 244.4                                                                                        | 266.7                                                                                        | 294.8                                                                                        | 334.7                                                                                        | 305.3                                                                                        | 232.5                                                                                        | 218.6                                                                                        | 161.1                                                                                        | 160.8                                                                                        | 2.786                                                                                        |
| Sursă: NOAA (relative humidity and sun 1961–1990)                                            |                                                                                              |                                                                                              |                                                                                              |                                                                                              |                                                                                              |                                                                                              |                                                                                              |                                                                                              |                                                                                              |                                                                                              |                                                                                              |                                                                                              |                                                                                              |

1. ↑  Date oficiale pentru Tulsa dintre august 1893 și decembrie 1930 în centru și Tulsa Internațional din ianuarie 1931. Pentru mai multe informații, vezi Threadex

## Peisaj urban

### Arhitectură

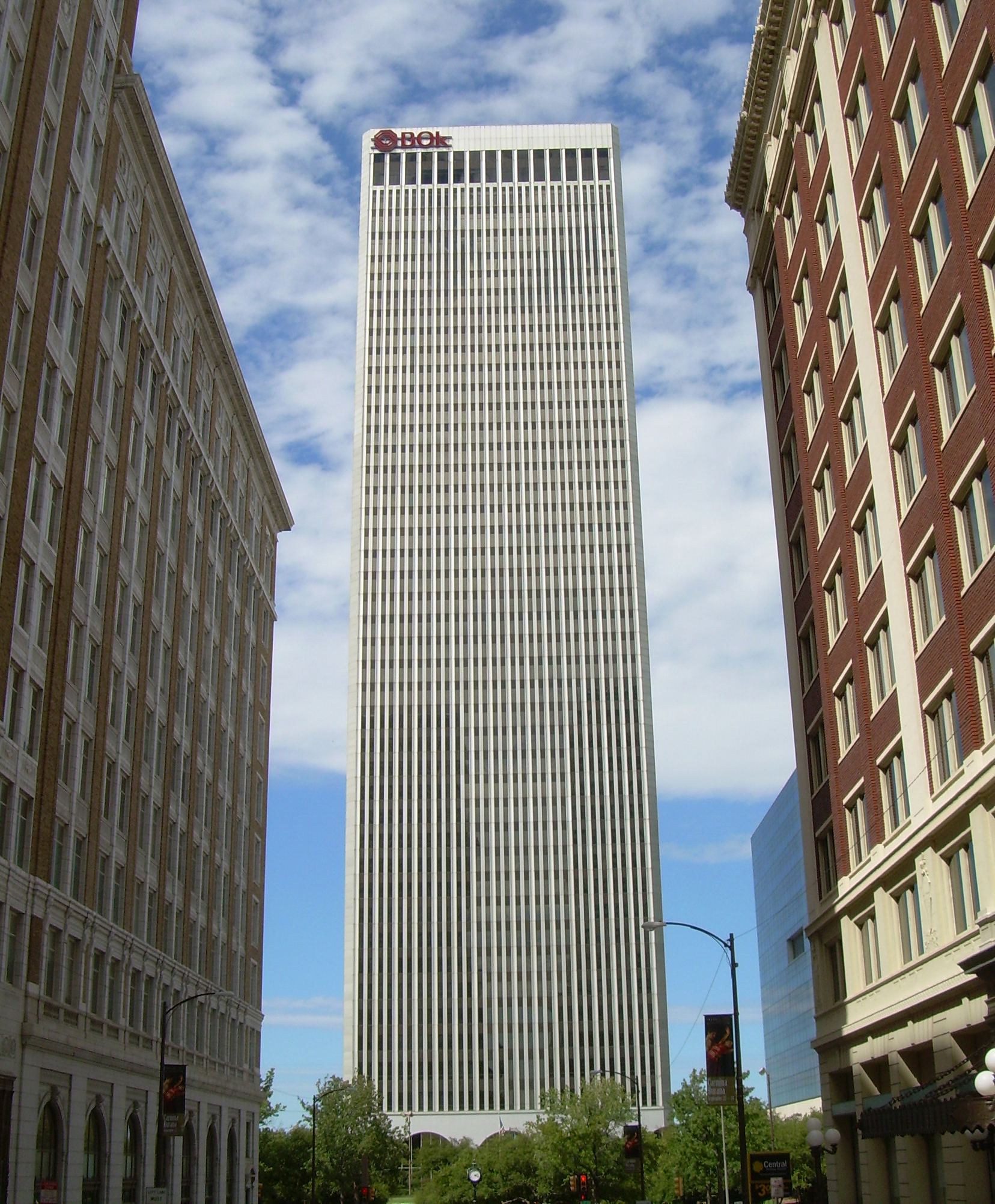
BOK Tower, model de arhitectură contemporană și cea mai înaltă clădire din Oklahoma și statele învecinate Missouri, Arkansas, New Mexico și Kansas

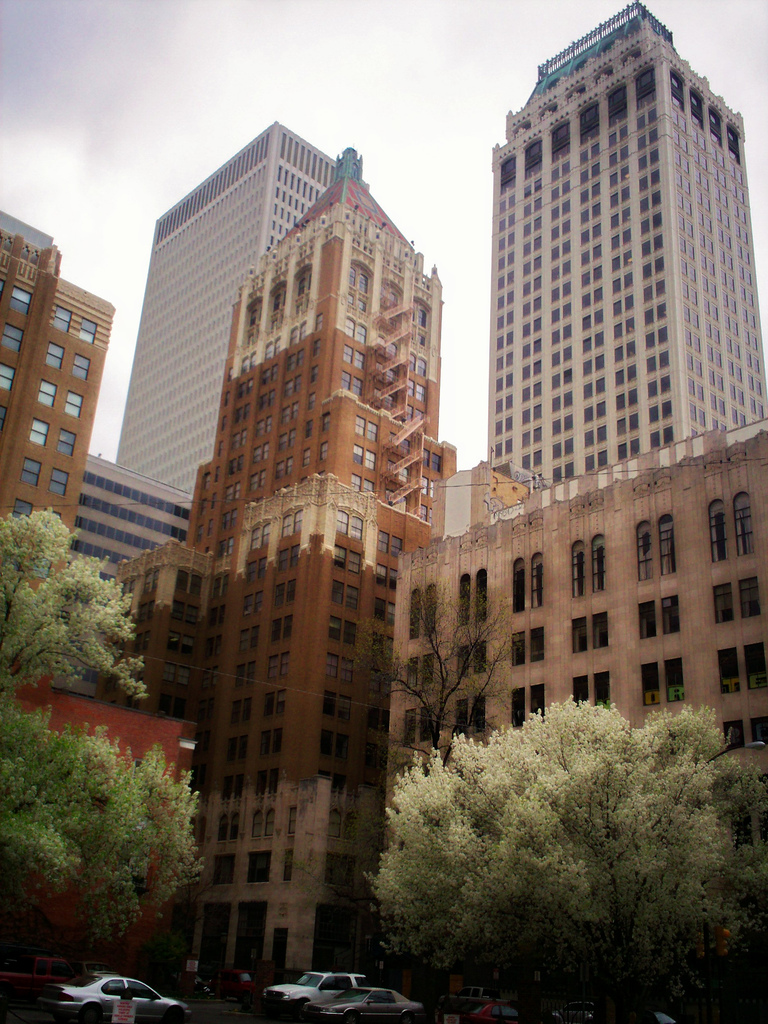
Philtower, construit în stilul Art Deco, înconjurat de clădiri contemporane de birouri

Avântul construcțiilor de la începutul secolului al XX-lea a făcut din Tulsa unul dintre orașele cu cea mai mare concentrație arhitecturală Art Deco din Statele Unite. Mai frecvent cu linii în zigzag dar și linii curbe, orizontale și elemente nautice specifice curentului târziu, stilul Art Deco se regăsește punctat în centrul orașului și cartierele vechi. O serie de structuri de mari dimensiuni, precum Mid-Continent Tower, Boston Avenue Methodist Church sau Philtower, au promovat necesitatea conservării arhitecturale. În 2001, Tulsa a fost orașul gazdă pentru Congresul Internațional Art Deco, un eveniment bianual conceput pentru a promova stilul arhitectural Art Deco la nivel internațional. O nouă perioadă de înflorire a domeniului construcțiilor a avut loc în anii '70-'80, creând orașului o bază largă de clădiri în stiluri arhitecturale contemporane. BOK Tower, construit în această perioadă, este cea mai înaltă clădire nu doar din Oklahoma, dar și dintre statele învecinate Missouri, New Mexico, Arkansas și Kansas. Primele patru clădiri după înălțime din Oklahoma se găsesc în Tulsa, inclusiv Cityplex Tower, localizat aparte de centrul comercial al orașului. Un alt complex arhitectonic unic este Oral Roberts Univerity, contruit în stil futuristic post-modern, încorporând structuri aurite strălucitoare cu margini care țâșnesc în forme alternante — ascuțite sau forme geometrice curate. BOK Center, noul stadion, încorporează multe din cele mai proeminente teme ale orașului, inclusiv stiluri ale nativilor americani, Art Deco sau stiluri arhitecturale contemporane. Menit a fi un model emblematic de arhitectură, BOK Center a fost proiectat de César Pelli, arhitectul Turnurilor Petronas din Malaezia.

### Diviziuni
Centrul orașului Tulsa este reprezentat de o zonă cu suprafața de 3,6 km² înconjurată de o buclă de dispersie formată din șoselele Interstate 244, Highway 64 și Highway 75. Reprezintă centrul financiar și de afaceri al orașului și este subiectul unei inițiative de atragere a turismului prin valorificarea arhitecturii zonei istorice. Multe din spațiile destinate evenimentelor, convențiilor și întâlnirilor sunt situate aici, precum Tulsa Performing Act Center, Tulsa Convention Center sau BOK Center. Sub-districte importante ale centrului orașului sunt Blue Dome District, Brady Arts District și Greenwood Historical District, unde se găsește ONEOK Field, noul stadion de baseball al echipei Tulsa Drillers, funcțional în prezent.

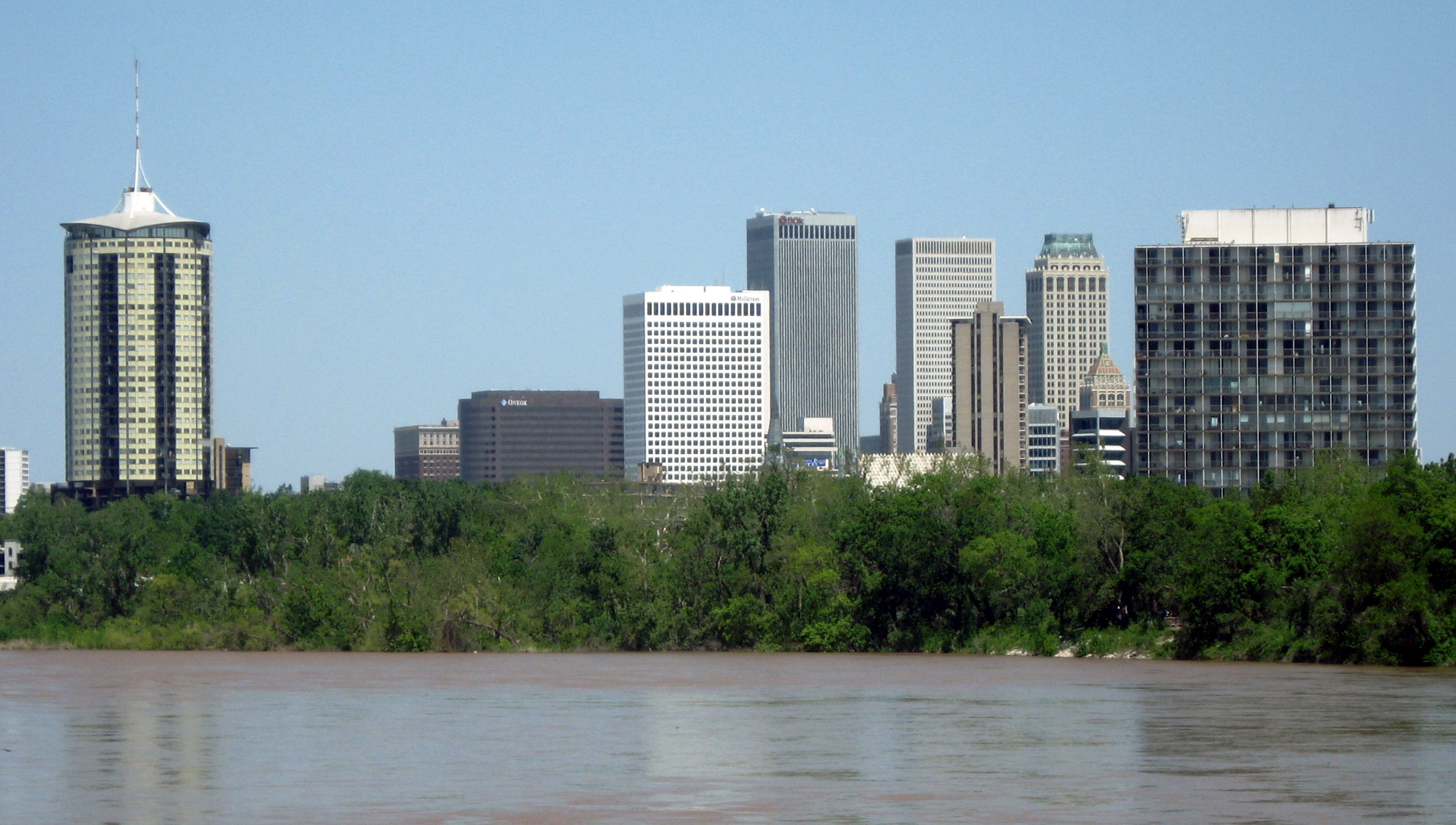
Fluviul Arkansas împarte orașul în Tulsa de Vest și alte regiuni

Inima zonei rezidențiale istorice este reprezentată de zona cunoscută sub denumirea de Midtown, conținând cartiere luxoase construite la începutul anilor 1900 cu arhitectură variind de la stilul Art Deco la renașterea greacă. Universitatea din Tulsa, cartierul Swan Lake, Muzeul Philbrook și districtul comercial de lux Utica Square, Cherry Street și Brookside sunt localizate aici. O mare porțiune din jumătatea sudică a orașului s-a dezvoltat încă din 1970, conținând o mică densitate de case de locuit și o mai mare dezvoltare a comerțului cu amănuntul. Regiunea, marcată de case izolate și cartiere suburbane, conține unele dintre cele mai mari centre comerciale din stat, Woodland Hills Mall, Southern Hills Country Club și Oral Roberts University. La est de autostrada 169, în partea estică a orașului, se regăsește o mare diversitate rasială cu mari comunități asiatice și mexicane precum și cea mai mare parte din industria manufacturieră a orașului.
Zona de la vest de fluviul Arkansas, denumită West Tulsa (Tulsa de Vest), este caracterizată de prezența unor parcuri impresionante, a unor rezervații naturale și a unor uriașe rafinării de petrol. Nivelul nordic este spațiul predominat de un mare procent din comunitatea afro-americană a orașului și tot aici sunt situate OSU-Tulsa (Oklahoma State University), Muzeul Gilcrease, Aeroportul Internațional Tulsa, Grădina Zoologica Tulsa, Muzeul Aerului și Spațiului precum și al treilea parc municipal ca mărime din Statele Unite, Mohawk Park.

## Economie

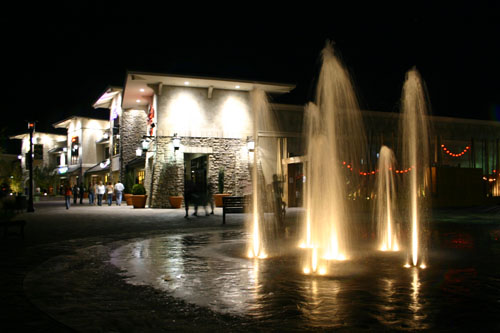
"Riverwalk Crossing", unul dintre proiectele de dezvoltare riverană ale recentelor inițiative economice

Deși industria petrolieră a dominat istoric economia orașului, eforturile de diversificare au creat o bază în sectoarele aerospațial, finanțe, telecomunicații, tehnologii și producție. Tulsa International Airport și Tulsa Port of Catoosa, portul cel mai depărtat de ocean din SUA, conectează orașul cu rutele comerciale și de transport internaționale. O bază de întreținere a companiei American Airlines se găsește la Tulsa International Airport, fiind cel mai mare angajator din oraș și cea mai mare instalație de întreținere din lume, deservind compania la nivel global și fiind sediul central al serviciului tehnic. Atât portul din Catoosa cât și aeroportul găzduiesc vaste parcuri industriale.
Bunurile producătorilor din Tulsa reprezintă aproximativ 60% din exporturile statului Oklahoma iar în 2001, totalul produsului brut al orașului s-a situat în prima treime a listei între orașele, zonele metropolitane și statele SUA, cu o valoare de 29 miliarde de dolari în mărfuri, cu o rată de creștere de 250 milioane de dolari în fiecare an. În 2006, revista Forbes a evaluat Tulsa ca fiind al doilea oraș din Statele Unite la rata de creștere a veniturilor și unul dintre cele mai bune privind oportunitățile de afaceri. De obicei printre orașele cu cele mai scăzute costuri pentru afaceri, Zona Metropolitană Tulsa a fost evaluată, în 2005, între primele cinci din SUA la această categorie.
Un număr de importante corporații financiare au sediul central stabilit în Tulsa, cea mai mare fiind BOK Financial Corporation. Lanțul de minimarketuri QuickTrip, companiile de închirieri mașini de nivel național Vanguard (companie mamă a National și Alamo) și Dollar Thrifty, Hilti și lanțul de pizzerii Mazzio's pot numi Tulsa drept „casă”. Multe companii internaționale de petrol sau cu afaceri legate de produsele petroliere își au sediile centrale în Tulsa, inclusiv Williams Companies, SemGroup, Syntroleum, ONEOK, Samson și Excel Energy. În același timp, există încă 30 de companii care au mai mult de 1000 de angajați, deși companiile mici reprezintă 80% din întreprinderile orașului.
În timpul recesiunii naționale dintre anii 2001 și 2003, orașul a pierdut 28.000 de slujbe. Pe cale de consecință, o inițiativă de dezvoltare, „Vision 2025”, a promis să stimuleze dezvoltarea economică și să recreeze locurile de muncă pierdute. Proiectul prevedea revitalizarea urbană, îmbunătățirea infrastructurii, dezvoltarea comerțului cu amănuntul, și o diversificare mai accentuată a economiei. Începand cu 2007, nivelul ocupării forței de muncă a depășit cotele pre-recesiune iar Tulsa se află într-o creștere a economiei și a investițiilor vizibilă și semnificativă.

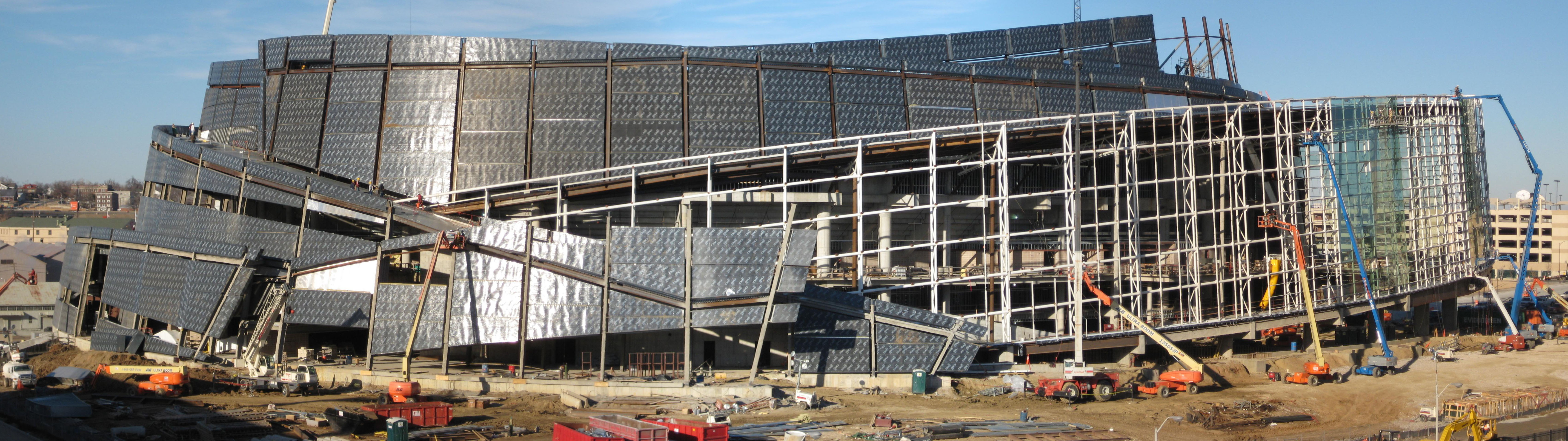
Construcția BOK Center, emblematic pentru varietatea arhitecturală a orașului dar și puterea sa financiară

## Educație

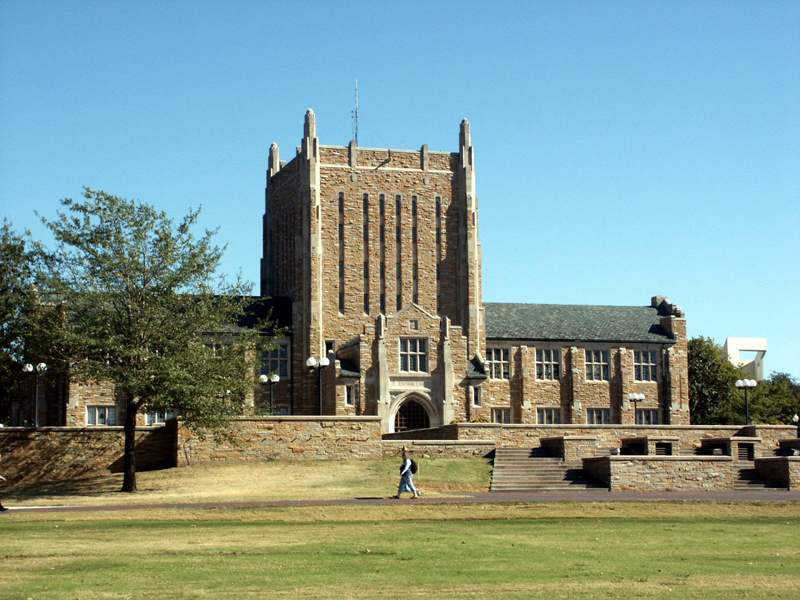
Biblioteca McFarlin deservește campusul Universității din Tulsa

Există trei districte școlare publice primare în Tulsa. Tulsa Public Schools, cu 53 de școli elementare, 15 școli medii și 9 licee, deservește peste 41.000 de elevi și este al doilea district școlar ca mărime din Oklahoma. Liceul Booker T. Washington a fost evaluat ca ocupând locul 65 între cele mai bune școli din Statele Unite de revista Newsweek în anul 2008.
Jenks și Union, fiecare și cu câte o instituție de învățământ superior, sunt celelalte două districte școlare ale orașului, acoperind necesitățile din partea sudică până în apropierea orașelor Jenks și Broken Arrow. În 2006, mai mult de 90.000 de elevi frecventau cursurile școlilor publice din Comitatul Tulsa. Episcopia Catolică din Tulsa susține un sistem de școli parohiale și eparhiale, inclusiv Bishop Kelley High School. Un alt liceu catolic, Cascia Hall Preparatory School, este administrat de călugării augustini. Majoritatea celorlalte școli private au diverse afilieri religioase și variate denumiri evreiești sau protestante, incluzând aici și Holland Hall School afiliată Bisericii Episcopale.
Cel mai mare sistem de biblioteci din Zona Metropolitană Tulsa, Tulsa City-County Library, conține peste 1,7 milioane de volume în 25 de unități. Bibliotecile sunt foarte active în comunitate, găzduind și organizând evenimente în diverse domenii, inclusiv cursuri gratuite de calculator, evenimente educaționale pentru preșcolari, asistență pentru afaceri și servicii, baze de date universitare cu informații privitoare la diverse subiecte. Biblioteca McFarlin a Universității din Tulsa este depozitarul unei colecții de peste 3 milioane de articole guvernamentale federale, conform Federal Depository Library Program. Tulsa City-County Library și Biblioteca de Drept a Universității din Tulsa sunt, de asemenea, depozitare federale, făcând din Tulsa singurul oraș din Oklahoma cu mai mult de două biblioteci federale.

### Învățământul superior

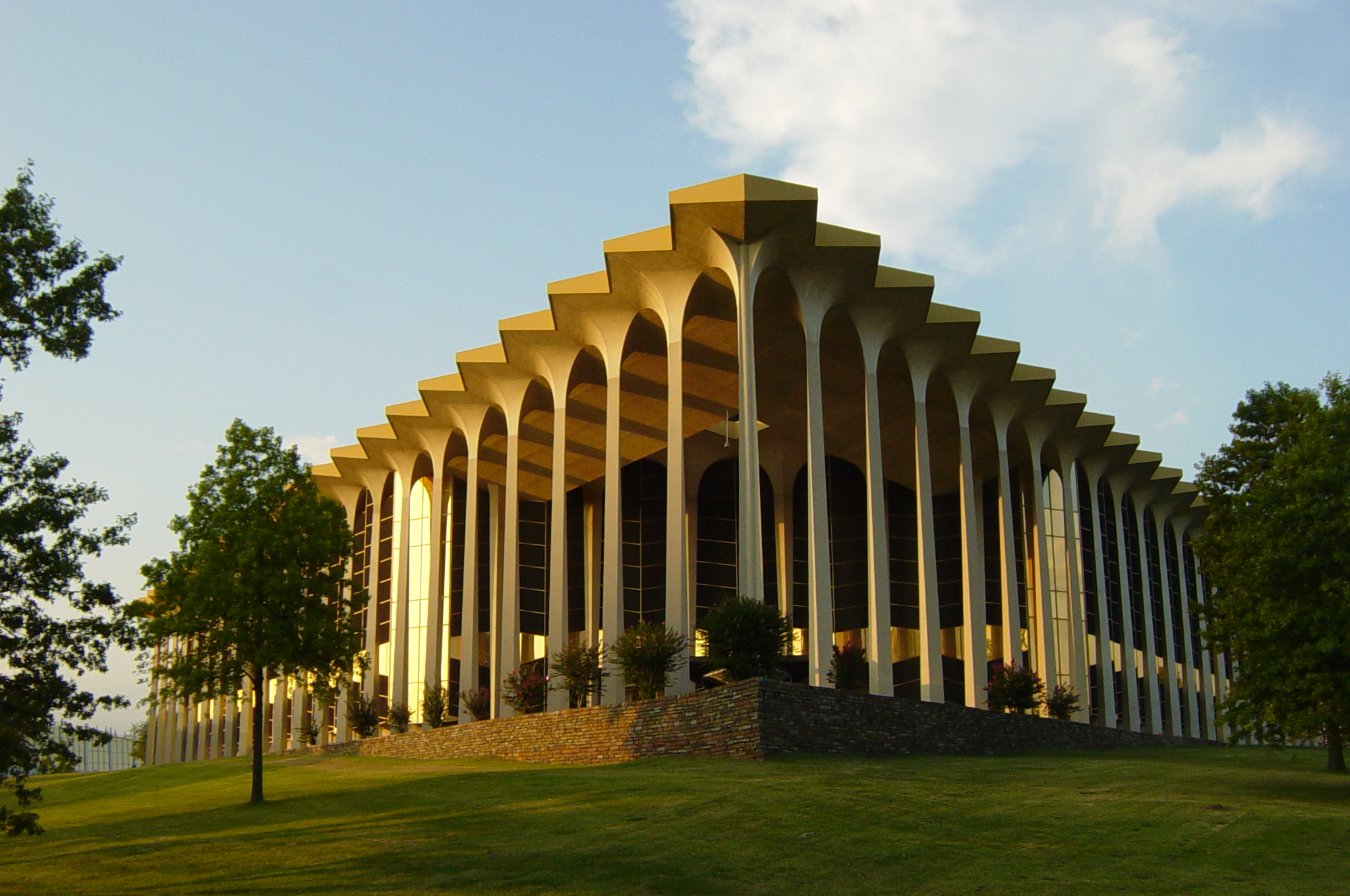
Centrul de Absolvire al Universității Oral Roberts

Tulsa are 15 instituții de învățământ superior, inclusiv două universități private: Universitatea din Tulsa, fondată în 1894, și Universitatea Oral Roberts, școală fondată în 1963 de evanghelistul Oral Roberts. Tulsa mai are o sucursală a Universității Langston, unica de tip HBCU din stat, fondată în 1897. Universitatea din Tulsa are înregistrat un număr de 4165 de studenți și absolvenți, locul 83 între universitățile de studii doctorale ale Statelor Unite conform articolului Cele mai bune Universități americane din ediția 2009 a revistei U.S. News and World Report, și între cele mai bune 123 de colegii vestice, conform Princeton Review din 2007, care o plasează și în top 10 al școlilor naționale din punct de vedere al calității vieții, satisfacției studenților și relațiilor în comunitate. Universitatea Oral Roberts, instituție creștină a Mișcării Carismatice, înregistrează un număr de 5109 studenți și absolvenți și a fost de asemenea evaluată, în anul 2007, printre primele 123 cele mai bune din vestul Statelor Unite de Princeton Review, și primele 50 de universități de studii masterale din vest de către U.S. News and World Report în 2005.
Rogers State University este singura universitate publică de studii cvadrienale din Tulsa, deși Tulsa Community College are un parteneriat care permite studenților finalizarea licențelor de patru ani prin Oklahoma University - Tulsa, Oklahoma State Univerity - Tulsa, Langston University - Tulsa și Northeastern State University - Broken Arrow.
Tulsa Community College (TCC) deține patru campusuri care acoperă orașul, precum și un centru de conferințe în Midtown. Oklahoma State University deține trei campusuri, OSU Center for Health Sciences, OSU College of Osteopathic Medicine și OSU Tulsa, găzduind cursuri universitare și post-universitare. University of Oklahoma administrează OU-Tulsa Schusterman Center, oferind licențe, programe masterale și doctorale în conjuncție cu principalul campus din Norman și OU Health Sciences Center din orașul Oklahoma. OU-Tulsa Schusterman Center deține, de asemenea, OU School of Community Medicine, prima școală de acest gen din SUA iar Spartan School of Aeronautics are înscriși 1500 de studenți la cursurile sale aviatice din apropierea Aeroportului Internațional Tulsa. Educația vocațională cade în sarcina Tulsa Technology Center, cel mai vechi și mai mare institut vocațional tehnologic din statul Oklahoma.

## Cultură

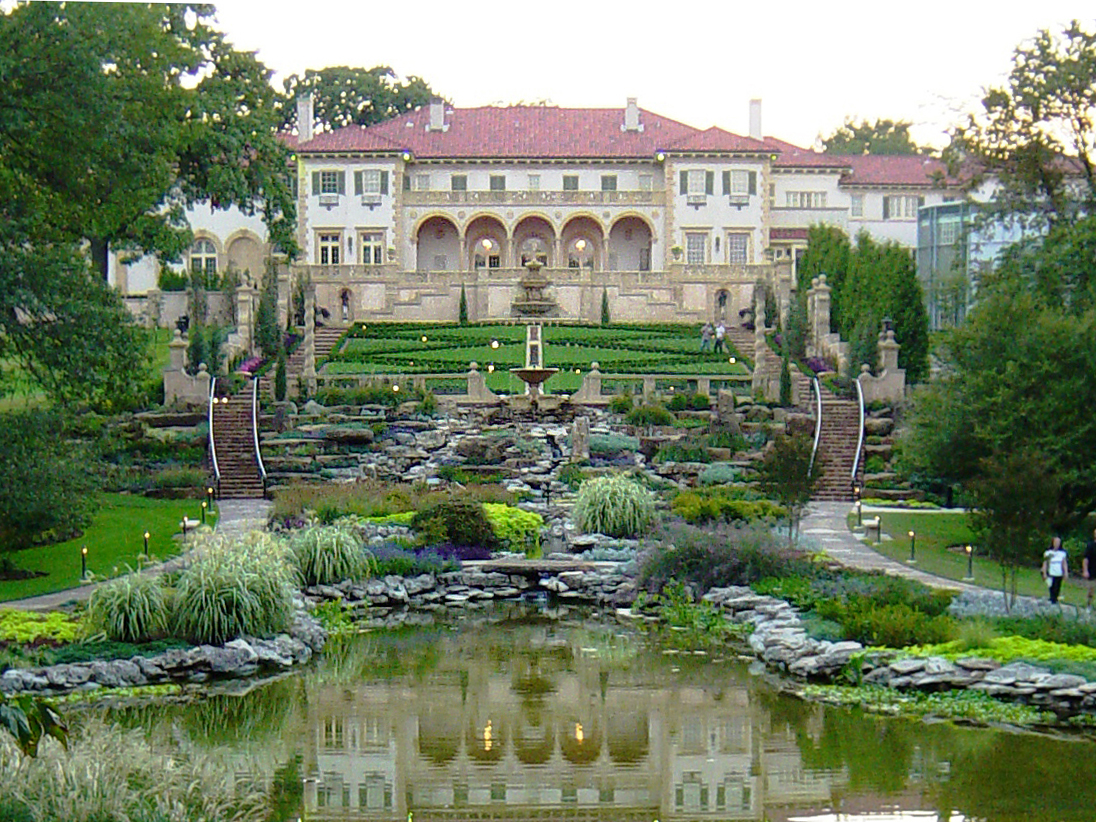
Muzeul Philbrook, caracterizat prin grădini extinse și opere de artă

Deși statul Oklahoma, datorită moștenirii sale culturale și istorice, este plasat în întregime în zona culturală sudică a SUA de United States Census Bureau, Tulsa este influențat de vecinătatea regiunilor culturale sudice, vestului mijlociu și sud-vestice, precum și prezența istorică a nativilor americani. Expresia acestor influențe se regăsește în muzeele orașului, centrele culturale, expozițiile de artă, festivalurile etnice, sistemul de parcuri, grădinile zoologice, rezervațiile naturale și colecția publică impresionantă de sculpturi, monumente și opere de artă.

### Artă și teatru
Situat pe fosta proprietate a pionierului petrolului Waite Phillips, Muzeul Philbrook este considerat unul din topul celor mai bune 65 de muzee din SUA, oferind o combinație originală de clădire istorică de găzduire, grădini și colecții de artă. Muzeul Gilcrease deține cea mai mare și completă colecție de artă și artefacte ale vestului american din lume. Muzeul de Artă Iudaică Sherwin Miller prezervă cea mai mare colecție iudaică din sud-vestul Statele Unite, cu fragmente ale Holocaustului și artefacte relevante iudaismului din statul Oklahoma. Alte muzee, precum Tulsa Air and Space Museum, Oklahoma Jazz Hall of Fame sau Tulsa Geosciences Center, confirmă documentar istoria regiunii, în vreme ce Greenwood Cultural Center conservă patrimoniul afro-american al orașului găzduind o colecție de artefacte și fotografii ce documentează istoria Black Wall Street anterioară Revoltei Rasiale Tulsa din 1921.

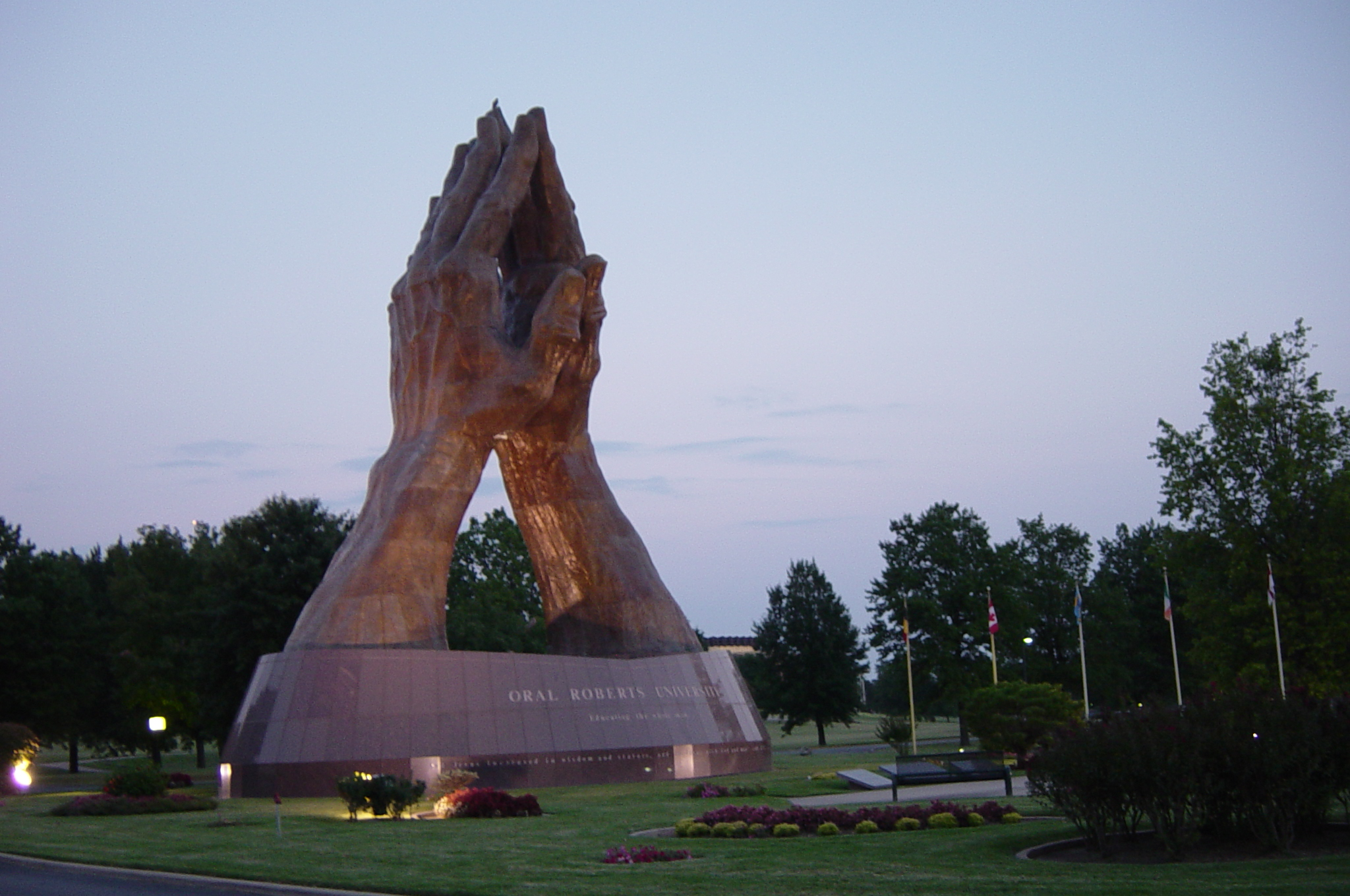
Praying Hands, impresionantă sculptură din bronz aflată la intrarea Universității Oral Roberts

Încă din 1969, lucrările de artă publice au fost finanțate cu 1% din bugetul anual al orașului pentru construcții publice. În fiecare an, o sculptură a unui artist local este instalată de-a lungul traseului fluviului Arkansas, în vreme ce altele străjuiesc parcurile locale, precum versiunea mărită a sculpturii artistului Cyrus Dallin, „Appeal to the Great Spirit” din parcul Woodward. La intrarea Universității Oral Roberts se gasește o sculptură masivă a două mâini împreunate pentru rugăciune, și care, la cei 18 metri ai săi este în 2010 cea mai mare sculptură în bronz din lume. Drept testament al moștenirii petroliere a orașului, o statuie de 23 de metri înălțime (Golden Driller, realizată în 1953 pentru International Petroleum Expo din 1966) străjuiește intrarea spre Comitatul Tulsa, fiind a treia statuie ca dimensiune din Statele Unite.

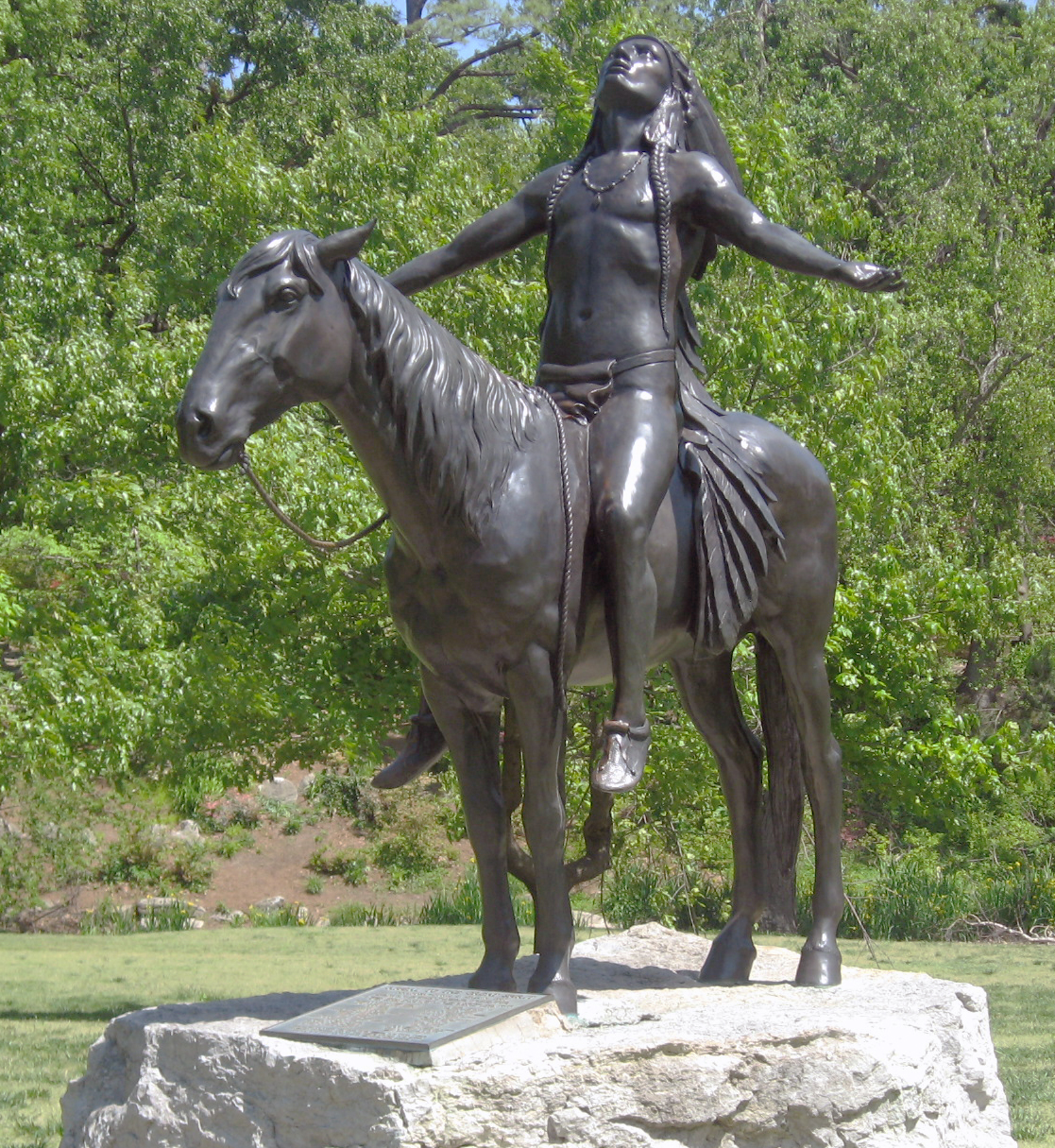
Appeal to the Great Spirit, lucrarea lui Cyrus Dallin din Woodward Park.

Tulsa deține o serie de trupe de teatru, dans, operă și orchestre simfonice permanente, inclusiv Tulsa Ballet, Tulsa Opera, Tulsa Symphony Orchestra, Light Opera Oklahoma, Tulsa Signature Symphony, Heller Theatre, American Theatre Company (membră a Theatre Communications Group) și Tulsa Theatre, cel mai vechi teatru al unei comunități locale care a activat în mod continuu la vest de fluviul Mississippi. Tulsa Spotlight Theater prezintă în fiecare sâmbată seara cea mai longevivă piesă de teatru din SUA, „The Drunkard”.
Mari complexuri prezintă spectacole de artă: Tulsa Convention Center, Tulsa Performing Arts Center, Expo Square Pavilion, Mabee Center, Tulsa Performing Arts Center for Education, River Parks Amphitheater și BOK Center. La 16 km de oraș este localizat un amfiteatru în aer liber numit „Discoveryland!” și care deține oficial titlul de sediu mondial al muzicalului „Oklahoma”, în timp ce Cain's Ballroom, considerat locul de naștere al muzicii western swing, a găzduit spectacolele susținute de Bob Wills și Texas Playboys în timpul anilor '30. Piesa centrală a Brady Arts District din centrul comercial al orașului este Brady Theater, cel mai mare dintre cele cinci locuri de expoziție artistică listate în Registrul Național al Locurilor Istorice.
Comunitatea de cinefili a orașului organizează anual festivaluri precum Tulsa United Film Festival și Tulsa Overground Film and Music Festival. Filmările peliculei UHF au fost făcute în Tulsa. Blue Dome District este gazda festivalului anual Diversafest (DFest), festival anual care are loc în ultima săptămână din iulie și în care se prezintă artiști independenți, aflați în curs de afirmare. În anul 2008, participarea la DFest a depășit 60.000 de spectatori în cele două zile de festival.

### Recreerea în aer liber

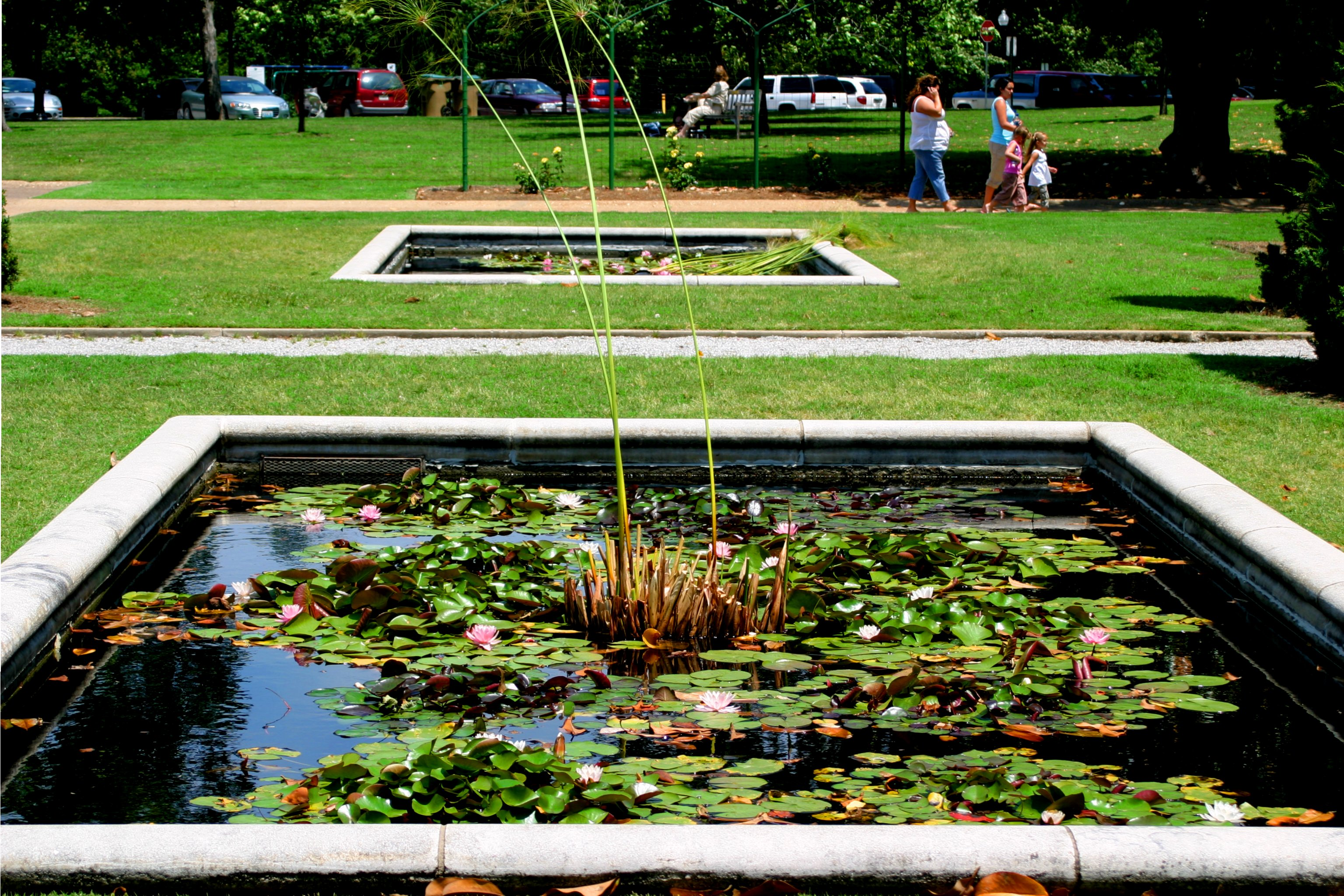
Nuferi în parcul Woodward

Orașul Tulsa administrează 130 de parcuri răspândite pe 2428 ha. Cel mai însemnat, Parcul Woodward, situat în Midtown Tulsa, se întinde pe 18,2 ha și este dublat de grădina botanică din Tulsa. Aceasta este caracterizată de Tulsa Municipal Rose Garden și se mândrește cu peste 6000 de trandafiri din 250 de soiuri. De-a lungul fluviului Arkansas, un sistem liniar de parcuri străbate mai mult de 16 km de țărm și 32 km suprafață dură pentru biciclete și trasee de rulare.
Alți 48 km de trasee neasfaltate străbat zone pustii ale Muntelui Turkey până spre culmile acestuia, conferind o panoramă a întregului oraș și posibilitatea practicării ciclismului montan, drumețiilor și echitației. Grădina zoologică a orașului, Tulsa Zoo and Living Museum, a fost votată „America's Favorite Zoo” în 2005 de Microsoft Game Studios, în relație cu campania sa națională de promovare a jocului video Zoo Tycoon 2. Dublată ca muzeu ce documentează cultura și istoria diversului climat nord-american, grădina zoologică acoperă 40 ha cu aproximativ 2800 de animale din 436 de specii. Grădina este situată în Parcul Mohawk, al treilea ca mărime din SUA.

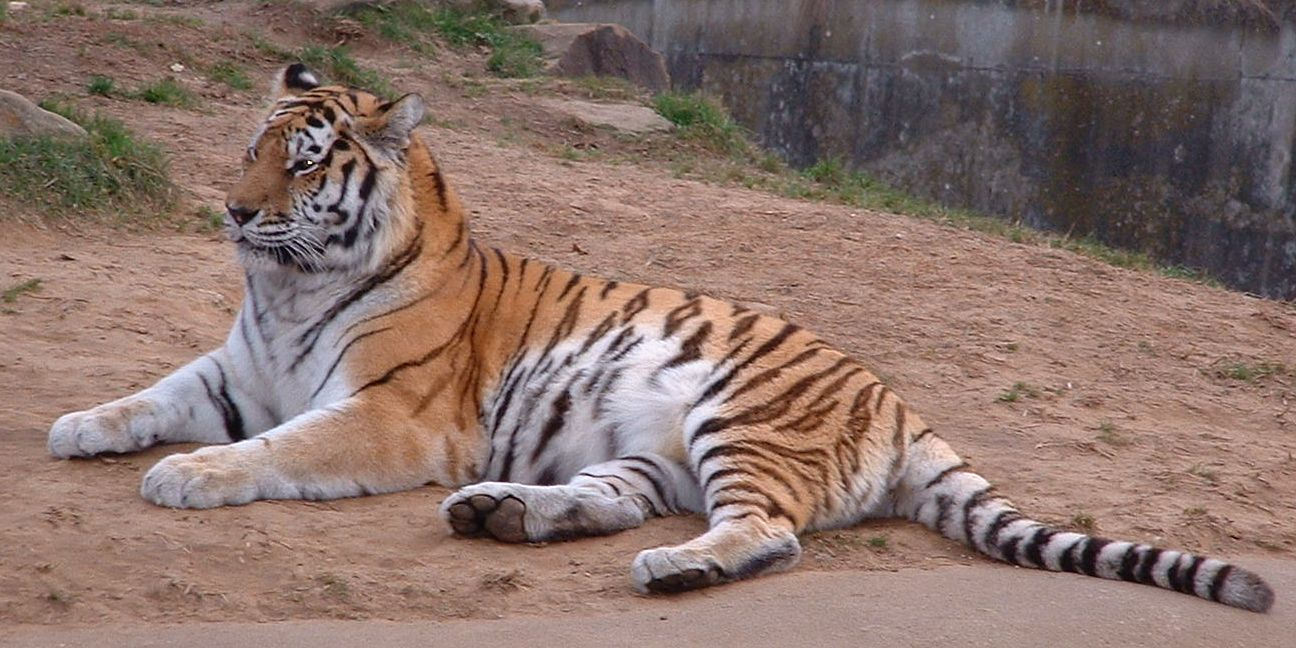
Tigru siberian aparținând Gradinii Zoologice Tulsa

În Jenks, o suburbie a orașului Tulsa, se găsește Oklahoma Aquarium, unicul acvariu de sine stătător din stat, cu peste 3,7 milioane de litri de apă și conținând peste 200 de exponate, inclusiv un rezervor pentru găzduirea rechinilor.
Tulsa State Fair (târg și expoziție anuală) se ține spre sfârșitul lunii septembrie până la începutul lunii octombrie, și atrage aproape un milion de vizitatori. Festivalul Oktoberfest din Tulsa a fost listat printre primele 10 din lume de USA Today și unul dintre festivalurile alimentare de top de către revista Bon Appetit, iar festivalul anual de arte și meserii Mayfest a întreținut mai bine de 375.000 de vizitatori de-a lungul celor patru zile în care s-a ținut în centrul comercial al orașului, în anul 2007. La scară mai mică, orașul găzduiește în fiecare an petreceri ale cvartalelor pe timpul „Block Party Day”, cu festivaluri de mărime variabilă în funcție de dimensiunile cartierelor. Tulsa deține și un parc de distracții major, Big Splash Water Park, care oferă o multitudine de tobogane și piscine cu valuri artificiale. Până în 2006 a operat și Bell's Amusement Park, închis după ce oficialitățile Comitatului Tulsa au considerat că stă în calea planurilor de dezvoltare a orașului și au decis să nu reînnoiască acestuia contractul de închiriere.

### Sport

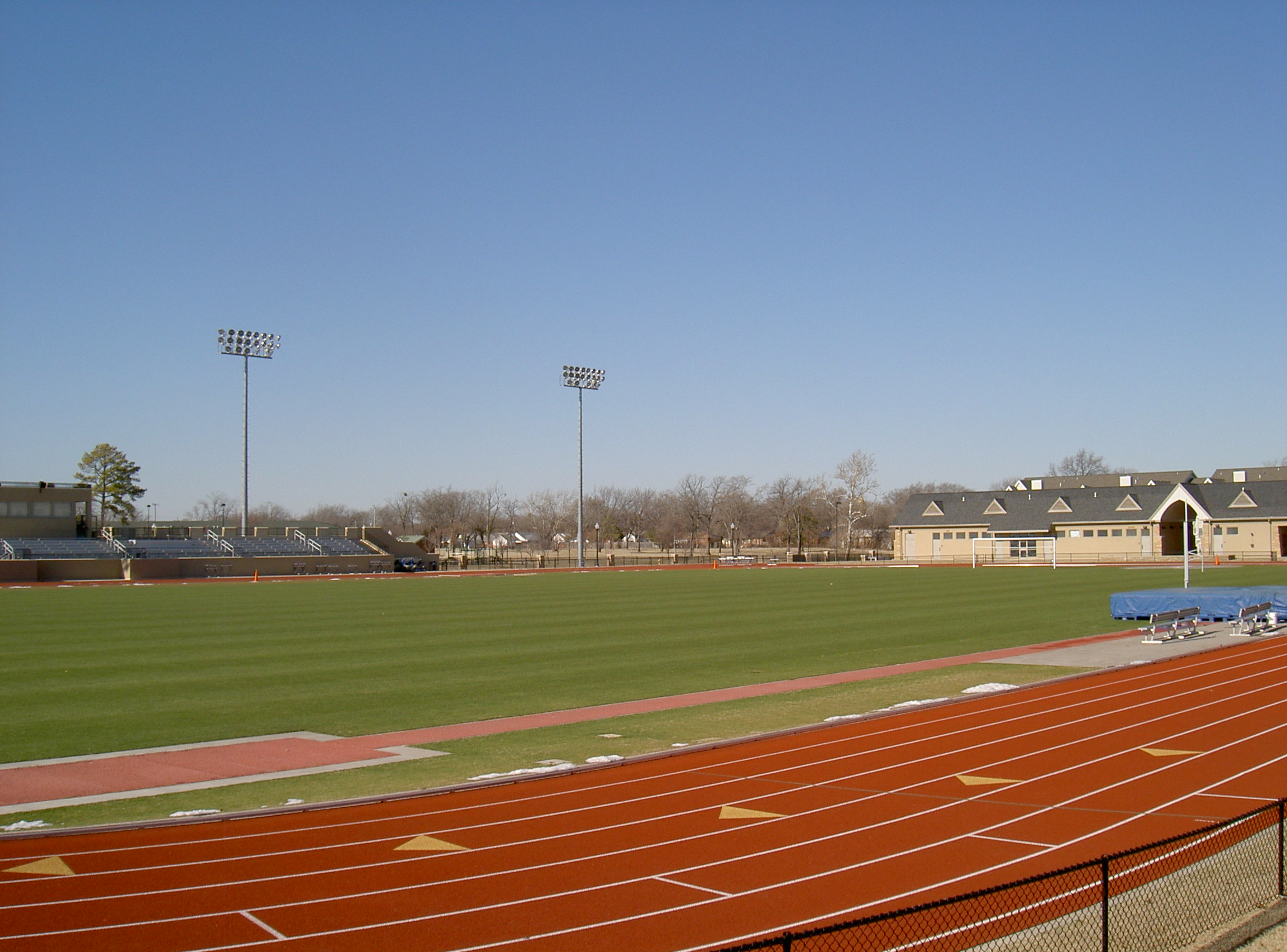
Terenul de fotbal (soccer) și pista de atletism a echipei Golden Hurricane

Tulsa susține o gamă variată de activități sportive, atât la nivel profesionist, cât și la nivel universitar. În prezent, orașul găzduiește două echipe universitare care activează la nivelul Diviziei I a NCAA și cinci profesioniste, la nivelul ligii inferioare, în sporturi precum fotbalul american, baschet, baseball, hochei și fotbal (soccer). Începând cu anul 2010, orașul susține echipa Tulsa Shock, echipă din circuitul WNBA (Asociația Națională de Baschet Feminin), găzduită anterior de orașul Detroit sub denumirea Detroit Shock. De asemenea, orașul deține unul dintre cele mai apreciate terenuri de golf la nivel național, Southern Hills Country Club, unul din cele două terenuri pe care s-au disputat șapte competiții majore de golf: patru campionate PGA și trei U.S. Opens, cel mai recent în anul 2007. Tot aici s-au ținut cinci campionate de amatori, iar între 2001 și 2008 LPGA (Ladies Professional Golf Association) a susținut regulat câte o etapă în Tulsa, cea mai recentă (sub denumirea SemGroup Championship) la Cedar Ridge Country Club.

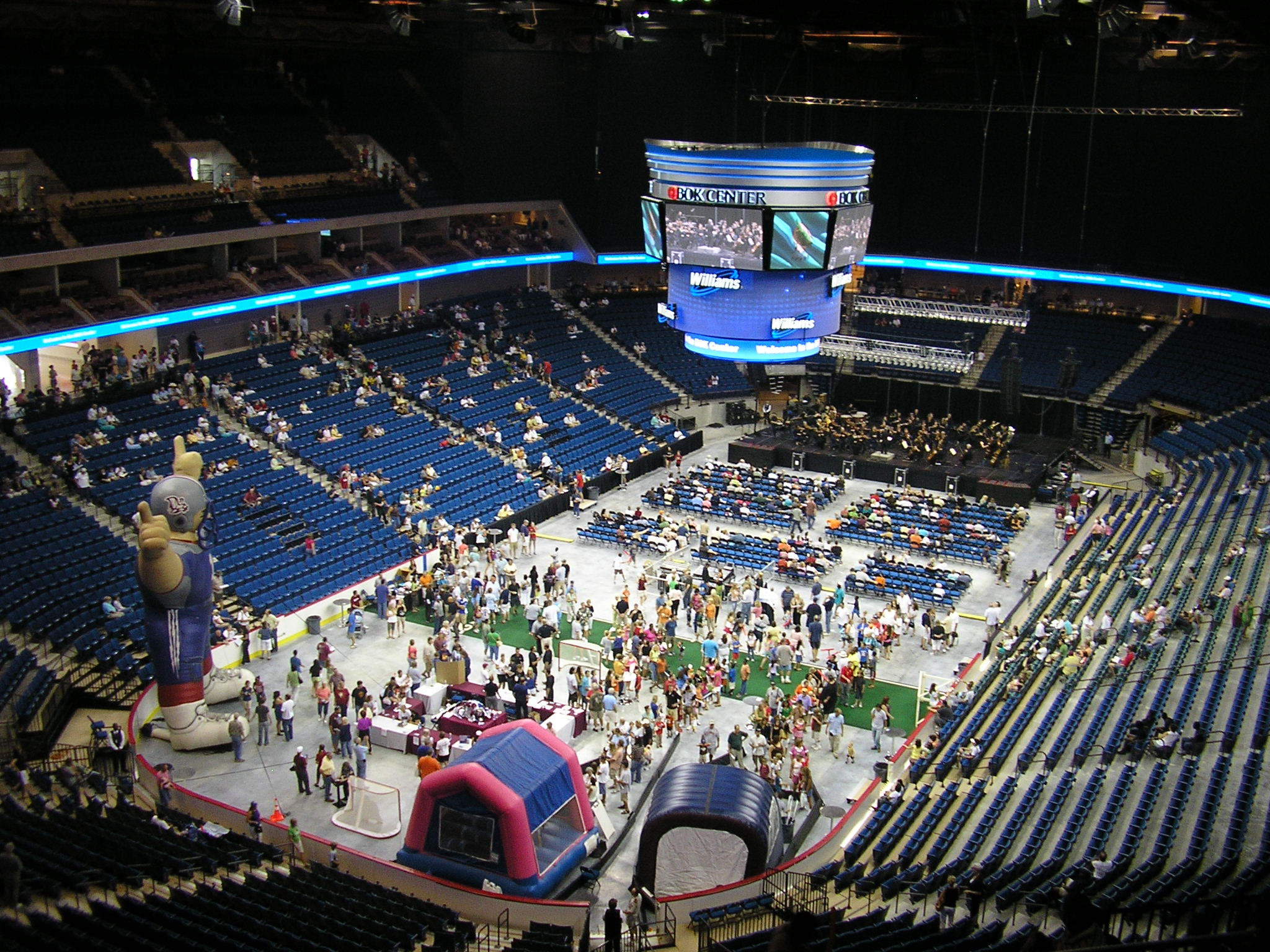
Interiorul arenei BOK Center, la inaugurare

Finalizat în august 2008, BOK Center are 19.199 de locuri și este piesa centrală a proiectului Vision 2025. Este sediul echipelor locale de hochei din liga inferioară, stadionul echipelor de fotbal și gazda noii echipe Tulsa Shock din circuitul WNBA. Tulsa a sponsorizat și echipa de fotbal (soccer) Tulsa Roughnecks - care a activat în North American Soccer League până la desființarea Ligii în 1984 - și, pentru un an, echipa de fotbal american Oklahoma Outlaws ce a activat într-o altă ligă defunctă acum, United States Football League.
Cele două echipe universitare care activează la nivelul Diviziei I a NCAA sunt Golden Hurricane, a Universității din Tulsa, și Golden Eagles, a Universității Oral Roberts. Programul de baschet al Universității din Tulsa a permis accesul echipei pe tabloul 16-zecimilor Campionatului Masculin NCAA (denumit colocvial „Sweet Sixteen”) de trei ori, în primele opt (Elite Eight) în anul 2000, câștigarea National Invitation Tournament în 1981 și 2001 și câștigarea ediției inaugurale a College Basketball Invitational din 2008. Echipa de baschet a Universității Oral Roberts a ajuns în Elite Eight în 1974 și a câștigat Mid-Continent Conference în trei ediții consecutive: 2005, 2006 și 2007. Echipele de fotbal au participat la 16 ediții bowl games, inclusiv Sugar Bowl și Orange Bowl. Tulsa dezvoltă o serie de programe dedicate atletismului, la nivelul învățământului liceal.
În anul 2008, orașul a deblocat fonduri în valoare de 39,2 milioane de dolari din bugetul orașului pentru construirea unui nou stadion de baseball pentru echipa sa din liga inferioară de baseball, Tulsa Drillers. Inaugurarea lucrărilor de construcție s-a ținut la 19 decembrie 2008. Compania ONEOK a cumpărat cu suma de 5 milioane de dolari dreptul de a numi arena pentru următorii 20 de ani. La 8 aprilie 2010, starul de muzică country Tim McGraw a executat prima aruncare, inaugurând astfel primul meci disputat pe această arenă construită în Greenwood, district celebru prin rolul său în Revolta Rasială Tulsa din 1921.
Comunitatea orașului iubitoare de ciclism, cros, jogging, maraton sau sprint susține atât financiar cât și organizatoric evenimente precum Route 66 Marathon, Tulsa Run, la care se înscriu 8000 de participanți anual, sau cursa de ciclism Tulsa Tough.
Jocurile de noroc din oraș cad în întreținerea comunității nativilor americani. Întreprinzătorii din rezervațiile indiene au primit dreptul de extindere a activităților, iar în 2005, în urma acordurilor dintre stat și diferite triburi, s-a permis instalarea de mese pentru jocurile de cărți și jocuri mecanice. Alte forme de jocuri de noroc populare, cursele de cai, sunt găzduite de hipodromurile Fair Meadows Race Track și Will Rogers Downs din apropiere de orașul Claremore, parte a Zonei Metropolitane Tulsa.

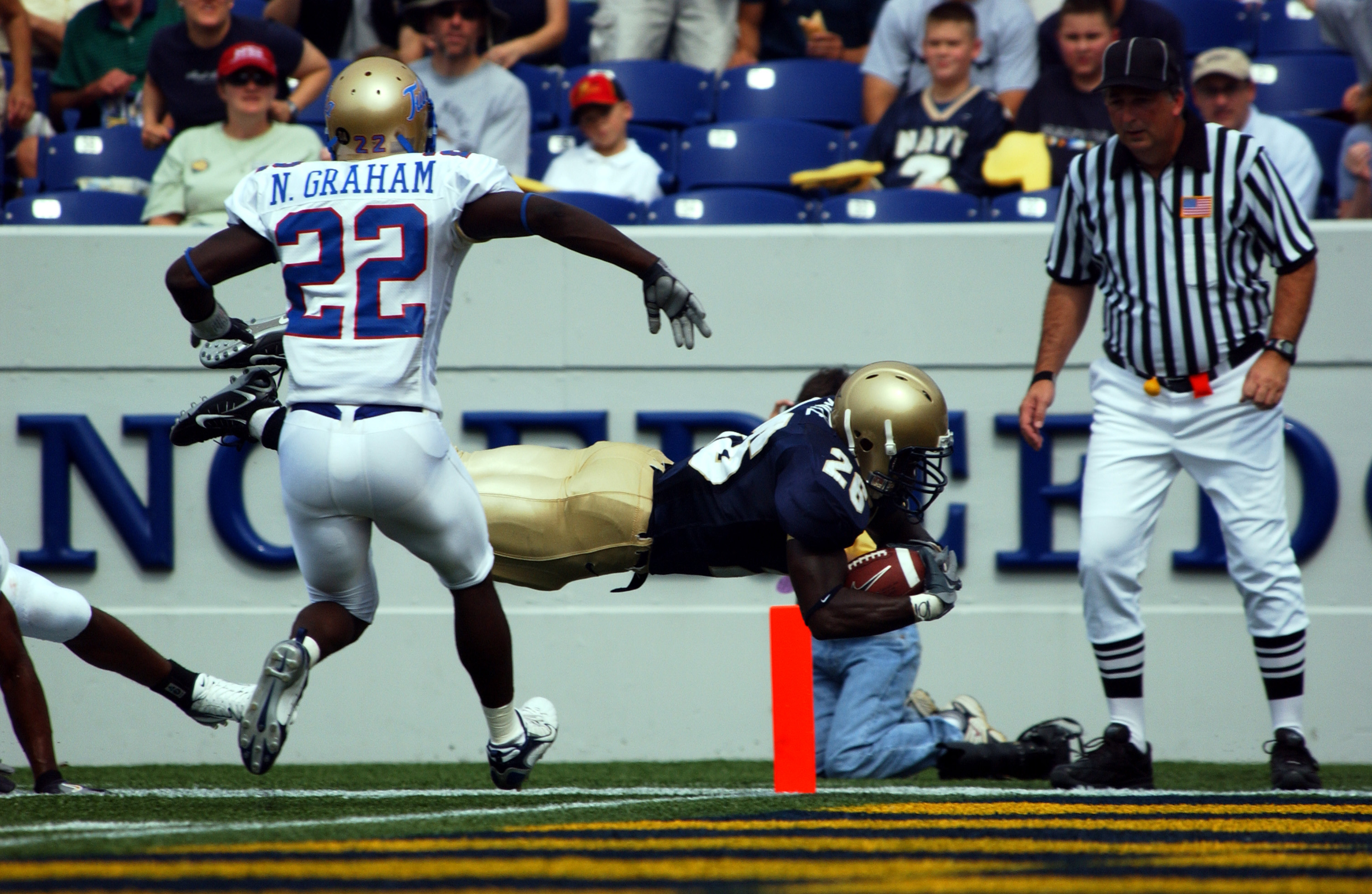
Golden Hurricane

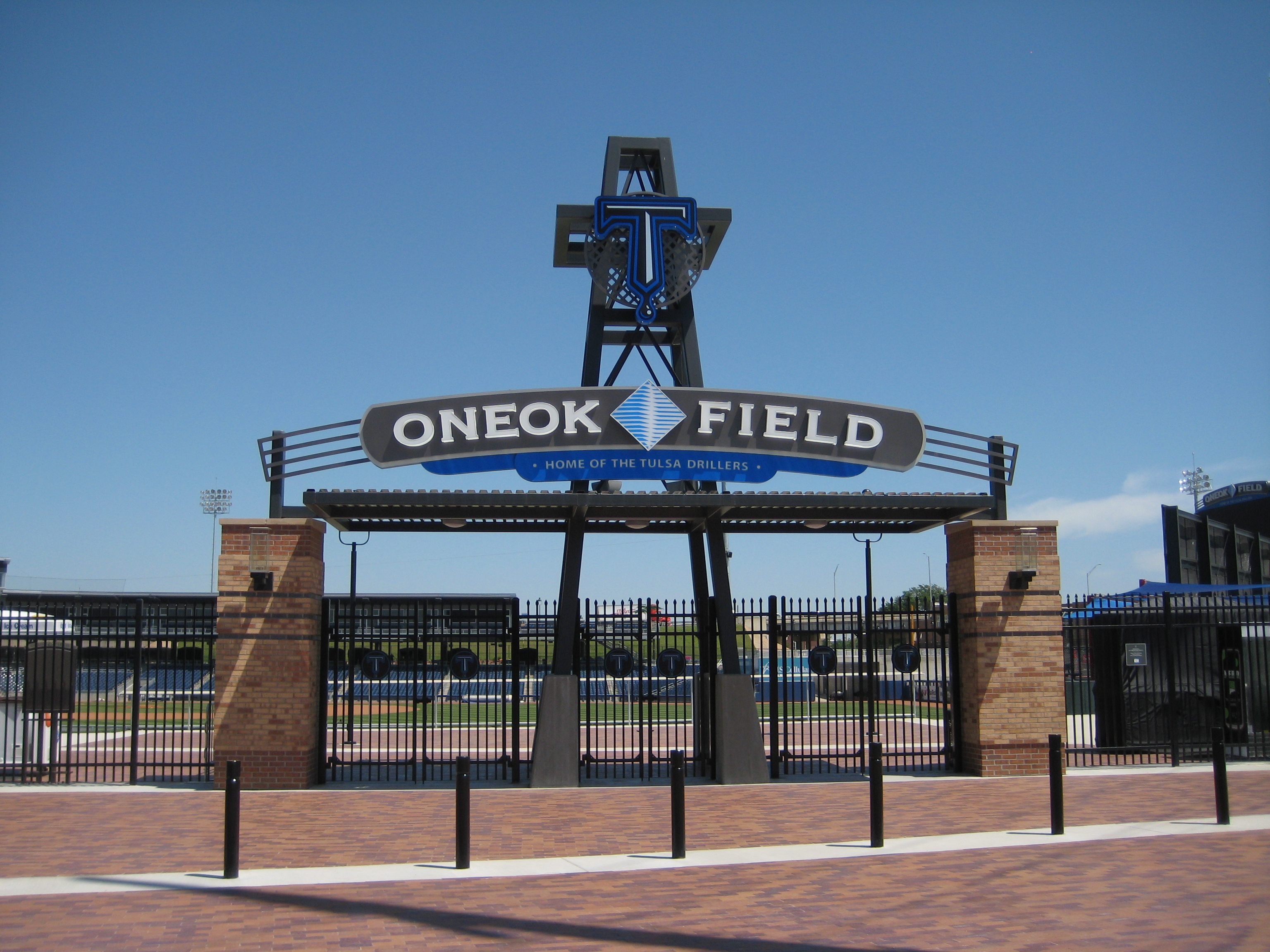
Intrarea ONEOK Field

| Club                       | Sport           | Competiție                            | Stadion                                                                          |
| -------------------------- | --------------- | ------------------------------------- | -------------------------------------------------------------------------------- |
| Tulsa Shock                | Baschet         | WNBA                                  | BOK Center                                                                       |
| Tulsa Golden Hurricane     | Diverse         | NCAA Divizia I                        | Diverse, inclusiv Chapman Stadium (fotbal american) și Reynolds Center (baschet) |
| Oral Roberts Golden Eagles | Diverse         | NCAA Divizia I                        | Diverse, inclusiv Mabee Center (baschet)                                         |
| Tulsa Drillers             | Baseball        | Texas League                          | ONEOK Field                                                                      |
| Tulsa Oilers               | Hochei          | Central Hockey League                 | BOK Center                                                                       |
| Tulsa Talons               | Fotbal american | Arena Football League (2010)          | BOK Center                                                                       |
| Tulsa 66ers                | Baschet         | NBADL (NBA Development League)        | Tulsa Convention Center                                                          |
| Tulsa Revolution           | Fotbal (soccer) | NPSL (National Premier Soccer League) | Soccer City Indoor Sports Complex                                                |

## Demografie

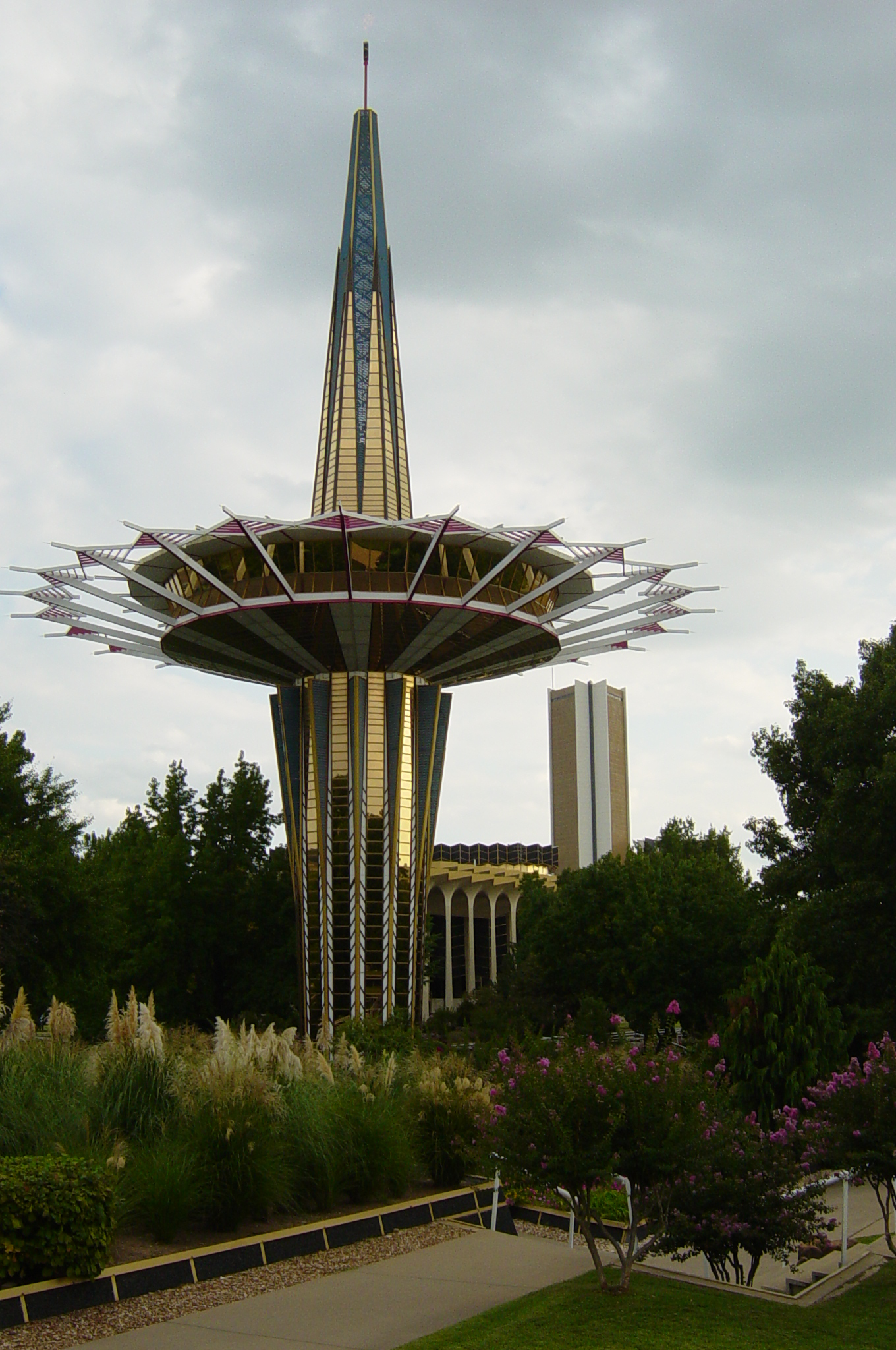
Prayer Tower al Universității Oral Robers, unul din numeroasele simboluri religioase ale orașului

La recensământul din 2006, Tulsa număra 382.872 de locuitori, 165.743 de gospodării, 99.114 de familii rezidente, cu o densitate a populației de 830,9 locuitori/km² și 179.405 de unități de locuit reprezentând o densitate a acestora de 379,2/km². 28,5 procente din cele 165.743 de gospodării sunt reprezentate de copii cu vârste de până în 18 ani, 43,1% sunt cupluri căsătorite care locuiesc împreună, 40,2% non-familii (persoane care locuiesc singure sau împreună fără legături de rudenie oficiale), iar 33.9% din gospodării sunt formate dintr-o singură persoană. Media dimensiunii familiale este 2,98 persoane, iar cea a unei gospodării de 2,31 persoane.
În orașul propriu-zis, distribuția de vârstă este de 24,8% din populație având sub 18 ani, 10,9% vârste de la 18 la 24, 29,9% de la 25 la 44, 21,5% de la 45 la 64 și 12,9% care au peste 65 de ani, în timp ce vârsta medie este de 34 de ani. Statistica indică o distribuție pe sexe într-un raport de 100 de persoane de sex feminin la 93,5 de sex masculin, respectiv 100/90,4 pentru persoane cu vârste de peste 17 ani. Media veniturilor este de 35.316 dolari pe cap de locuitor activ financiar, respectiv 44.518 dolari pe familie. Media veniturilor bărbaților este de 32.779 de dolari pe an, iar a femeilor — de 25.587 de dolari. Venitul pe cap de locuitor este 21.534 de dolari. Aproximativ 10,9% dintre familii și 14.1% din populația orașului se află sub limita de sărăcie (din acestea 20,5% sunt persoane sub 18 ani și 8.3% de peste 65).
În 2006, conformația rasială a orașului era de 70,09% albi, 15,47% afro-americani, 4,72% nativi americani, 1,82% asiatici, 0,05% populații polineziene, 3,45% din alte rase și 4.40% mixturi a două sau mai multe rase. Hispanicii sau latinii reprezintă cel puțin 7,15% din populație, existând posibilitatea prezenței mai multor persoane neînregistrate, dar care locuiesc în oraș.
Din punct de vedere religios, populația este majoritar protestantă. Tulsa este situat într-o bandă geografică cu o mare prezență a bisericilor și cu puternice credințe în valorile creștinismului biblic, zonă denumită la nivel informal „Centura Bibliei”, iar istoria orașului bogată în predici religioase televizate (precum cele ale lui Oral Roberts) alături de puternicul accent religios caracteristic, au condus spre denumirea orașului drept Catarama Centurii Bibliei (Buckle of the Bible Belt). În anul 2000, întreaga zonă metropolitană Tulsa număra 364.533 de creștini protestanți, incluzând aici cei 166.550 de baptiști sudici și 78.221 de metodiști, 43.854 de catolici, 2.650 de evrei, 2.200 de musulmani și 1.590 de universaliști unitarieni, cea mai mare congregație din lume a unitarienilor universaliști cu o singură biserică.

### Zona metropolitană

Localizarea Zonei Statistice Metropolitane Tulsa (roșu) în statul Oklahoma și a Zonei Statistice Combinate Tulsa-Bartlesville (roz)

Zona Metropolitană Tulsa, regiunea din imediata vecinătate a orașului și cu legături puternice atât sociale, cât și economice cu acesta, ocupă o mare porțiune din cadranul nord-estic al statului. Cunoscută sub denumirea de Green Country („Țara Verde”), rădacinile sale de dependență față de Tulsa pot fi urmărite până la începutul secolului al XX-lea.
United States Census Bureau definește această sferă de influență a orașului drept Tulsa Metropolitan Statistical Area (MSA), cuprinzând șapte comitate: Tulsa, Rogers, Osage, Wagoner, Okmulgee, Pawnee și Creek. În 2007, US Census a estimat MSA Tulsa ca având 905.755 de rezidenți, cu probabilitatea de a atinge un milion între 2010 și 2012. Tulsa-Bartlesville Combined Statistical Area (CSA) s-a creat prin adăugarea orașului Bartlesville, aparținând Comitatului Washington din nord-estul Oklahomei. În 2008, US Census Bureau estima 966.531 de rezidenți pentru CSA Tulsa-Bartlesville.

## Infrastructură

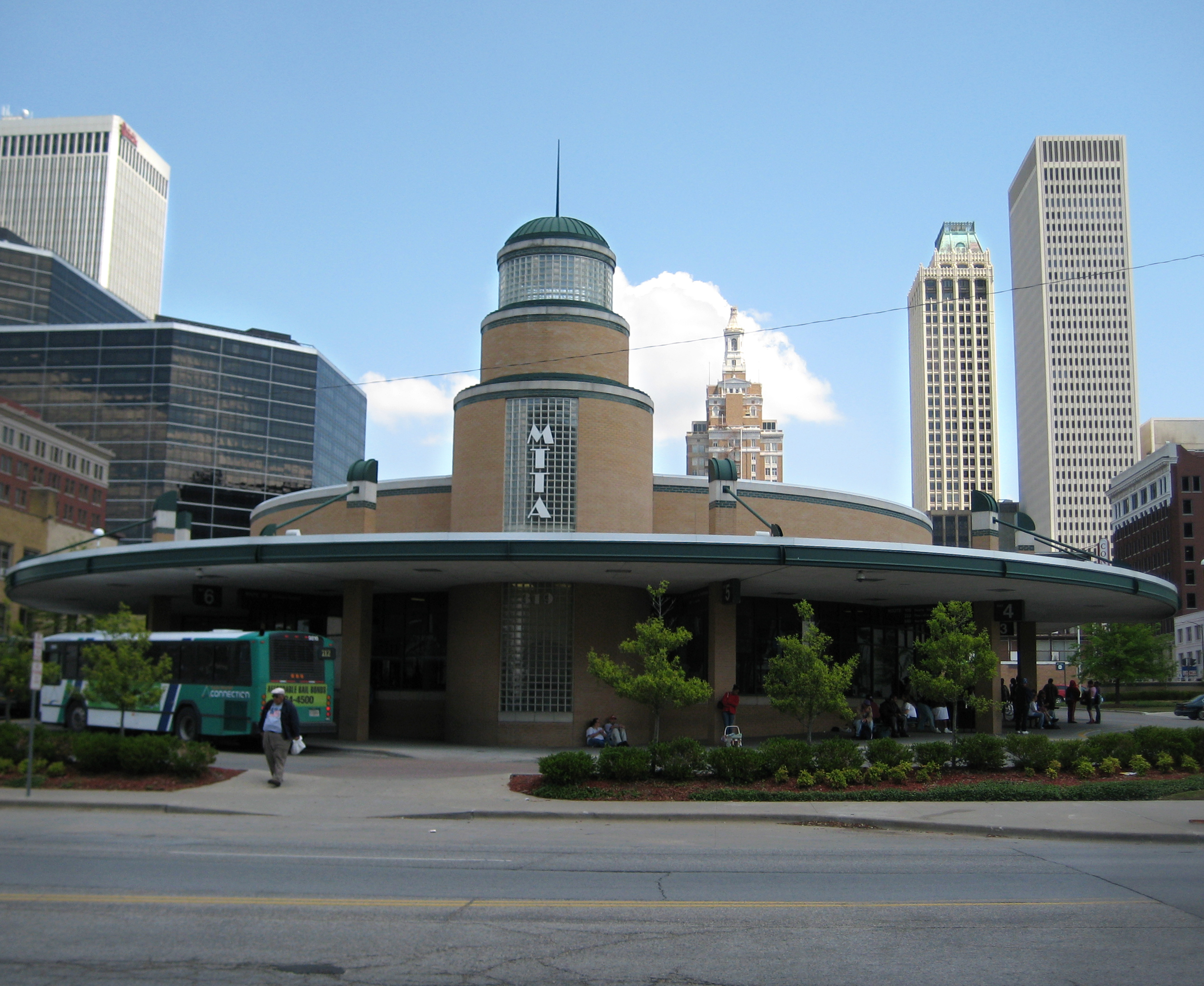
Sediul central al rețelei publice de transport rutier

Rețeaua de transport a orașului este constituită din flota de autobuze cu 97 de vehicule și cele două aeroporturi principale, în vreme ce Tulsa Port of Catoosa asigură transportul bunurilor și mărfurilor prin intermediul rutelor comerciale internaționale. Deși transportul intern depinde în mare măsură de automobile, orașul se regăsește în mod constant printre cele mai ieftine cinci orașe din SUA în ceea ce privește prețul benzinei la pompele de distribuție. Conform raportului din 2005 al Departamentului de Transport Oklahoma, cea mai aglomerată autostradă este US 169 cu aproximativ 106.000 de autovehicule zilnic circulând în zona dintre 51st Street și 61st Street, pe locul secund situându-se Interstate 44 cu aproximativ 88.000 de autovehicule între Yale și Sheridan Avenues. În prezent, nu există linii de transport feroviar de tranzit în masă, deși se studiază perspectiva unei linii de transport feroviar de călători între centrul orașului Tulsa și Broken Arrow. Căile feroviare de mărfuri străbat orașul în toate direcțiile, operatori fiind companiile BNSF, UP, SK&O și OSRR.
Aeroportul Internațional Tulsa, sediul a zece companii de transport aerian de persoane, șapte de mărfuri, precum și a câteva curse charter, deservește mai bine de 3 milioane de călători anual cu cele aproximativ 80 de curse zilnice, contribuind cu aproximativ 3,2 miliarde de dolari în economie. În anul 2007, aeroportul a finalizat cea mai mare parte a unui proiect de expansiune care prevedea mărirea terminalului și adăugarea de restaurante și magazine. Aeroportul Riverside-Jones este situat în vestul orașului și a înregistrat în 2008 o frecvență de 335.826 de decolări și aterizări, valoare ce îl situează pe locul 5 între cele mai aglomerate aeroporturi din Statele Unite.

Situat în capătul Sistemului McClellan-Kerr de Navigație Fluvială Arkansas, Tulsa Port of Catoosa reprezintă portul american situat cel mai depărtat de ocean și conjugă traficul barjelor între Tulsa și fluviul Mississippi prin intermediul râului Verdigris și al fluviului Arkansas. Portul este unul dintre cele mai mari din SUA și contribuie la una din cele mai aglomerate căi navigabile din lume prin intermediul cursului său spre Golful Mexic. Transportul feroviar de pasageri acoperă distanțele lungi și necesitățile orașului doar prin intermediul stațiilor de autobuz Greyhound, care oferă conexiuni în orașele adiacente cu stații feroviare Amtrak. 

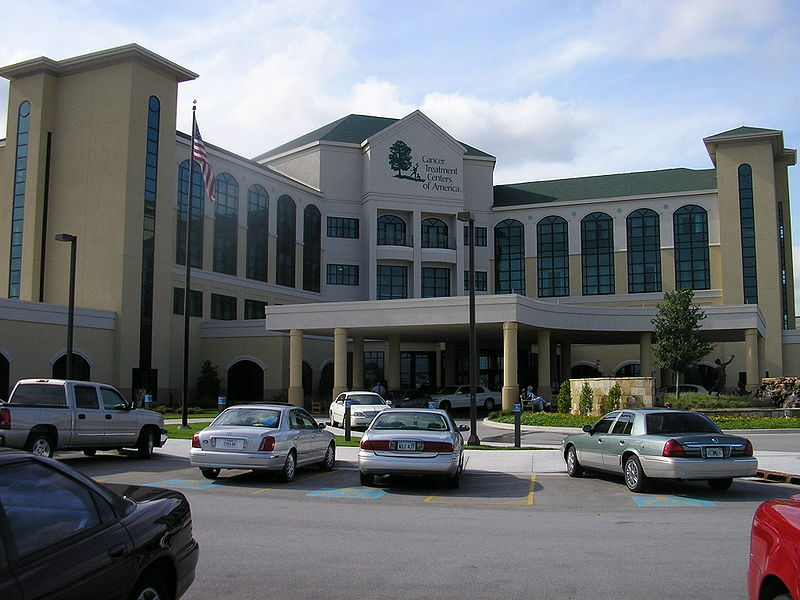
Southwest Regional Medical Center

Saint Francis Health System deține mai multe spitale cu o locație centrală reprezentată de Saint Francis Hospital, situat în regiunea sudică a orașului. Unitatea numără 700 de doctori și 918 paturi și peste 3000 de angajați. Sistemul de sănătate mai operează și un spital de cardiologie evaluat de către General Electric în 2004 printre cele mai avansate spitale de cardiologie din SUA. St. John Medical Center și-a consolidat prezența în Tulsa finalizând în 2004 clădirea de 11 etaje Williams Medical Plaza și o parcare centrală de 1900 de locuri, pe lângă mai vechea unitate de 9 etaje Siegfried Tower. Alte rețele, precum Hillcrest Health System, operează mai multe stabilimente medicale de diverse dimensiuni. Tulsa găzduiește și unul dintre cele mai mari spitale de tratament al cancerului din SUA, Southwest Regional Medical Center, unul dintre cele patru de acest tip ale Cancer Treatment Centers of America. În 2007, oficialitățile orașului au decis reînnoirea contractului cu durata de 5 ani pentru serviciile de ambulanță ale Emergency Medical Services Authority (EMSA), după o perioadă de reflecție privind comutarea sarcinilor de oferire a acestor servicii Departamentului de Pompieri.

### Media

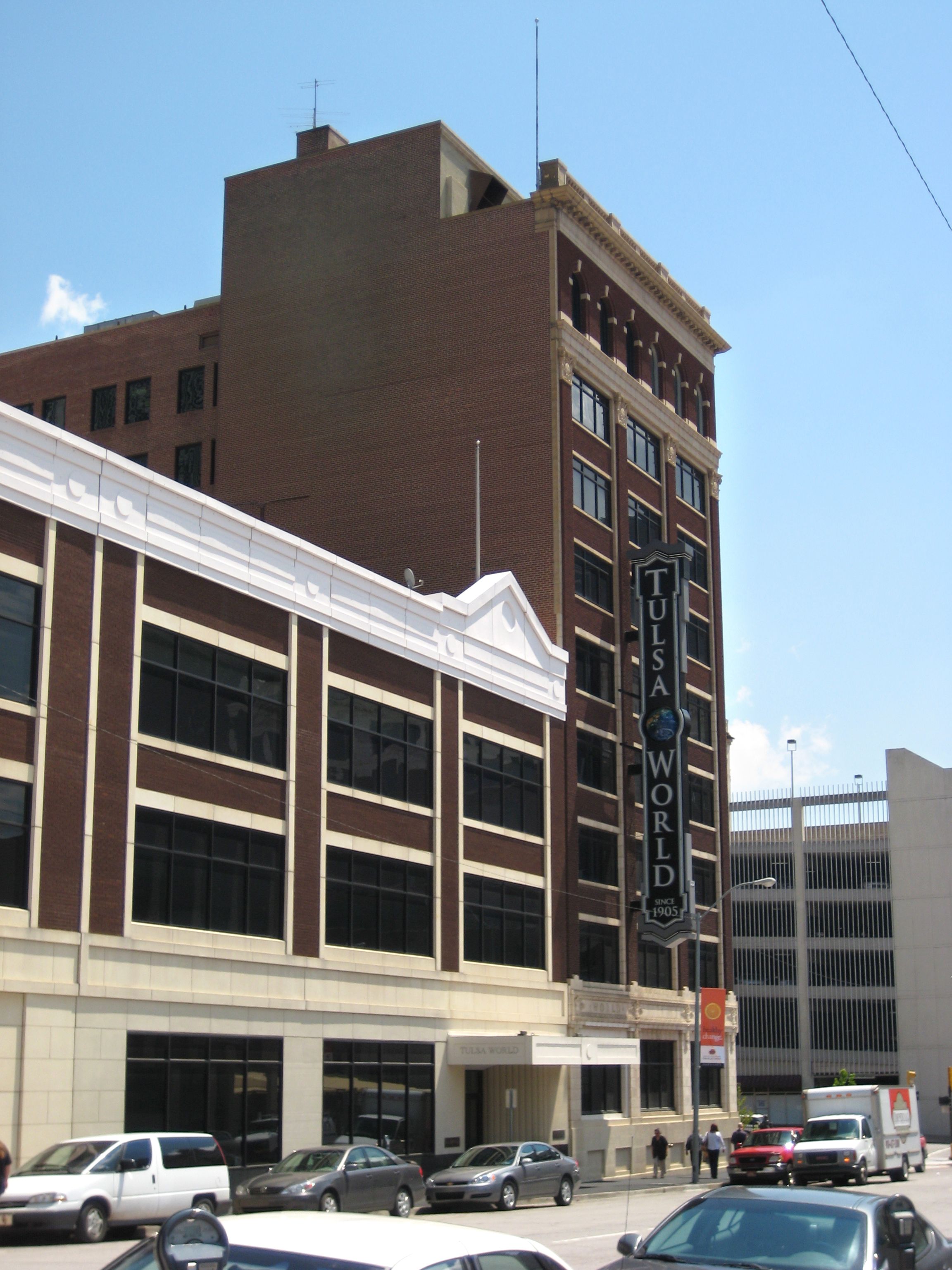
Sediul central al cotidianului Tulsa World

Liderul presei scrise din Tulsa este cotidianul Tulsa World, cu un tiraj duminical de 189.789 de exemplare. Urban Tulsa este o altă publicație importantă, un ziar distribuit săptămânal care acoperă evenimente culturale și de divertisment. Având ca subiect principalele evenimente economice și bursiere, Tulsa Business Journal furnizează informații economice sectorului de afaceri al orașului. Alte publicații importante: Oklahoma Indian Times, Tulsa Daily Commerce and Legal News, Tulsa Beacon și Tulsa Free Press. Până în 1992 a activat și cotidianul Tulsa Tribune, un concurent major pentru Tulsa World. Ziarul a fost achiziționat de Tulsa World în acel an.
Un număr de televiziuni și posturi de radio deservesc orașul, toate rețelele majore de televiziune ale Statelor Unite având reprezentare în Tulsa; posturile de radio, precum în majoritatea orașelor americane, sunt deținute de un număr mic de companii importante din domeniul audio-vizualului. Serviciul de televiziune prin cablu este furnizat de Cox Communications.
Western Swing, genul muzical cu rădăcini în muzica country, a fost popularizat prin intermediul spectacolelor găzduite de Cain's Ballroom. Tulsa Sound, o variațiune a rockabilly, blues și Rock 'n' Roll, s-a născut în Tulsa și a fost elaborată de artiștii locali J. J. Cale și Leon Russell în anii '60 și '70. „Tulsa Sound” a influențat și stilul muzicianului Eric Clapton, printre alții. Mulți muzicieni importanți sunt din Tulsa, ori și-au început cariera muzicală în acest oraș: Garth Brooks, The Gap Band, Hanson, Caroline's Spine, Ronnie Dunn, Gene Autry, David Gates, Bob Wills și David Cook.

## Personalități marcante
- Blake Edwards, regizor